# Szwecja w Konkursie Piosenki Eurowizji
Szwecja uczestniczy w Konkursie Piosenki Eurowizji od 1958. W latach 1959–1979 konkursem w kraju zajmował się nadawca Sveriges Radio, od 1980 tę funkcję pełni Sveriges Television.
Pierwszy reprezentant Szwecji został wybrany przez telewizyjną komisję złożoną z pracowników Sveriges Television i przedstawicieli Stowarzyszenie Szwedzkich Kompozytorów. Od 1959 reprezentant kraju wyłaniany jest podczas Melodifestivalen.
Szwecja siedmiokrotnie zwyciężyła w finale konkursu: w 1974 (ABBA z utworem „Waterloo”), 1984 (Herreys z „Diggi-Loo Diggi-Ley”), 1991 (Carola z „Fångad av en stormvind”), 1999 (Charlotte Nilsson z „Take Me to Your Heaven”), 2012 (Loreen z „Euphoria”), 2015 (Måns Zelmerlöw z „Heroes”) i 2023 (Loreen z „Tattoo”). Konkurs siedem razy odbył się w Szwecji: trzykrotnie w Sztokholmie (1975, 2000, 2016), trzykrotnie w Malmö (1992, 2013, 2024) i raz w Göteborgu (1985).
Szwecja była jednym z krajów, które jako pierwsze wprowadziły głosowanie telewidzów podczas konkursu w 1997.

## Historia Szwecji w Konkursie Piosenki Eurowizji

### Lata 50. i 60.

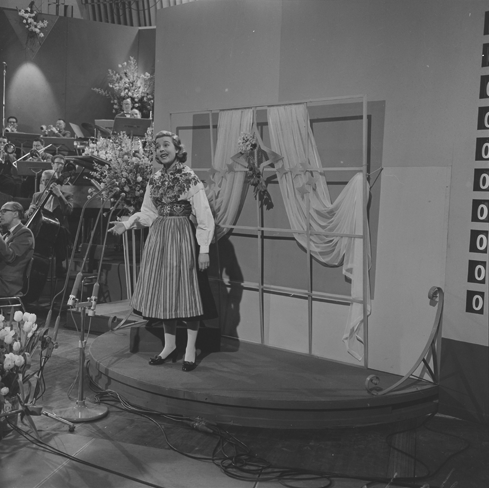
Alice Babs podczas 3. Konkursu Piosenki Eurowizji w Hilversum (1958)

Szwedzki nadawca publiczny Sveriges Radio zadebiutował w Konkursie Piosenki Eurowizji podczas trzeciego konkursu, który został rozegrany w 1958. Reprezentanta kraju wyłoniła komisja złożona z pracowników Sveriges Television i przedstawicieli „Svenska Kompositörer Av Populärmusik”. Spośród 152 propozycji wybrano Alice Babs z utworem „Samma stjärnor lysa för oss två”. Piosenkarka nie zgodziła się na warstwę tekstową piosenki (autorstwa Gunnara Werséna), dlatego jej treść zmieniono, a finalną wersję zatytułowano „Lilla stjärna”. 12 marca Babs zajęła czwarte miejsce w finale konkursu. Wersén nie wyraził zgody na nagranie wersji studyjnej utworu, dlatego jedyne dostępne nagranie „Lilla stjärna” pochodzi z występu Babs na Eurowizji i znalazło się na składance pt. Melodifestivalen 40 år: Vinnarna wydanej w 1994.
W 1959 reprezentanta kraju w 4. Konkursie Piosenki Eurowizji wyłoniono w programie telewizyjnym Säg det med musik: stora schlagertävlingen. W finale konkursu, zorganizowanego 29 stycznia w Cirkus Arena, zwyciężyła Sim Malmkvist z utworem „Augustin” Bo Harry’ego Sandina i Åke’a Gerharda. Kilka dni później nadawca Sveriges Radio poinformował, że jeszcze przed rozegraniem eliminacji zdecydował, że reprezentantką kraju na Eurowizji będzie Brita Borg. 11 marca 1959 w Cannes piosenkarka z utworem „Augustin” zajęła dziewiąte miejsce w finale Eurowizji 1959.
W 1960 telewizja STV kontynuowała format preselekcji Säg det med musik, które składały się z koncertu półfinałowego i finałowego. 28 grudnia 1959 w nietransmitowanym przez telewizję półfinale wystąpiło ośmioro wokalistów, a każdy z nich wykonał po jednym utworze. Komisja jurorska wybrała cztery piosenki, które zakwalifikowały się do finału zorganizowanego 2 lutego 1960 w Cirkus Arena. Każdą piosenkę zaprezentowano dwa razy (najpierw przy akompaniamencie dużej orkiestry, a potem – małej), przy czym za każdym razem była wykonana przez innego uczestnika. Czteroosobowa komisja jurorska zdecydowała, że utworem reprezentującym Szwecję w 5. Konkursie Piosenki Eurowizji będzie „Alla andra får varann” Ulfa Källqvista i Åke Gerharda. Do wykonania piosenki w konkursie wybrano Siw Malmkvist, która 29 marca zajęła z nią 10. miejsce w finale Eurowizji.

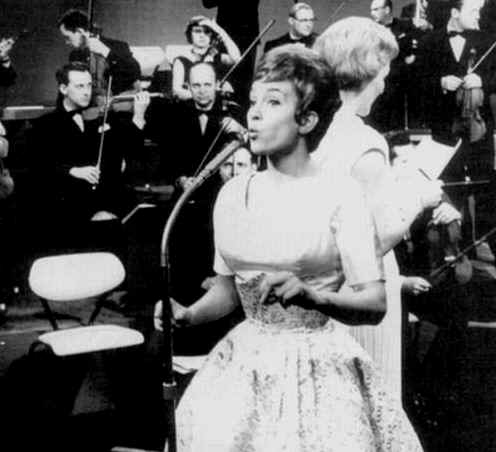
Siw Malmkvist podczas Melodifestivalen 1961

Do szwedzkich eliminacji w 1961 zgłoszono prawie 550 utworów, a pięć z nich dopuszczono do finału, który odbył się 6 lutego w Cirkus Arena. Każda z piosenek zaprezentowana była dwukrotnie, za każdym razem przez różnych wokalistów, a komisja sędziowska wskazała osobno najlepszy utwór („April, April”) i wykonawcę (Siw Malmkvist), który miał zostać reprezentantem Szwecji podczas 6. Konkursu Piosenki Eurowizji. Malmkvist podczas występu po ogłoszeniu wyników zapomniała tekstu, co ją rozbawiło i uniemożliwiło dalsze śpiewanie. TVS w wyniku tego incydentu odmówiła Malmkvist wyjazdu na konkurs, a nową reprezentantką Szwecji na Eurowizji 1961 została Lill-Babs, która 18 marca zajęła 14. miejsce w finale konkursu.
Słaby wynik zajęty przez Szwecję podczas konkursu w 1961 sprawił, że lokalni wykonawcy nie byli zainteresowani udziałem w eliminacjach do 7. Konkursu Piosenki Eurowizji. Do Eurovisionsschlagern 1962 zgłoszono jedynie siedem utworów, spośród których jedna („Kärlek och pepparrot” Ollego Adolphsona) została zdyskwalifikowana z powodu zbyt wcześniej daty premiery, co naruszało regulamin konkursu. Każdy konkursowy numer wykonywało dwoje artystów. Po raz pierwszy w historii o wynikach zdecydowali telewidzowie, którzy głosowali za pomocą kart pocztowych. Największą liczbę 102 327 głosów zdobyła piosenka autorstwa Åke’a Gerharda i Ulf Källqvist „Sol och vår”, a na reprezentantkę wybrano Inger Berggren, która 18 marca zajęła siódme miejsce w finale Eurowizji.
Do udziału w selekcjach Eurovisionsschlagern 1963 nadesłano 816 utworów, a 12 z nich dopuszczono do finału, który odbył się 16 lutego w Cirkus Arena. Każdy utwór wykonywany był dwa razy: z dużą i małą orkiestrą oraz przed dwóch różnych wokalistów. Do formatu przywrócono komisję sędziowską, natomiast zrezygnowano z głosowania za pomocą kart pocztowych. Pierwsze miejsce zdobył utwór „En gång i Stockholm”, który w finale 8. Konkursu Piosenki Eurowizji wykonała Monica Zetterlund. 23 marca zajęła w finale konkursu ostatnie miejsce bez dorobku punktowego.
W 1964 telewizja SVT z powodu strajku wytwórni płytowych i lokalnych piosenkarzy nie wzięła udział w 9. Konkursie Piosenki Eurowizji, lecz mimo to transmitowała finał. Po roku przerwy wróciła do udziału w konkursie, deklarując występ w finale organizowanym w Neapolu. Reprezentantem kraju został Ingvar Wixell, dla którego piosenkę wyłoniono podczas koncertu selekcyjnego. Do siedziby SVT przysłano osiem kompozycji, z których Wixell odrzucił dwie, a resztę wykonał 13 lutego podczas koncertu Svensk Sångfestival 1965 na wyspie Djurgården w Sztokholmie. Wszystkie utwory zaśpiewane były po szwedzku, a o wygranej zdecydowało 11 jurorów regionalnych. Największą liczbę 50 punktów zdobył utwór „Annorstädes vals” autorstwa Daga Wiréna i Alfa Henriksona. 20 marca Wixell wystąpił w finale Eurowizji z anglojęzyczną wersją piosenki („Absent Friend”), która była pierwszym utworem ze Szwecji wykonanym w konkursie w innym języku niż narodowy,2 zajął 10. miejsce.

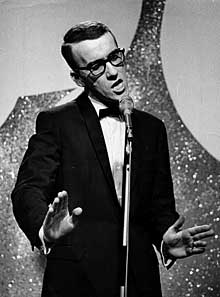
Östen Warnerbring podczas Konkursu Piosenki Eurowizji (1967)

W 1966 telewizja SVT zmieniła zasady programu Svensk Sångfestival 1966, rezygnując z prezentacji piosenek przez dwóch różnych artystów. Do eliminacji zgłoszono 898 utworów, a 10 z nich dopuszczono do finału, przy czym niektórzy wokaliści (tj. Carli Tornehave, Gunnar Wiklund, Svante Thuresson) zaśpiewali podczas selekcji po dwa utwory. Finał festiwalu odbył się 29 stycznia, a zwycięzcę wyłoniło 11 jurorów regionalnych. Zwyciężył duet Lill Lindfors i Svante Thuresson z piosenką „Nygammal vals (eller hip man svinaherde)”, z którą 5 marca zajęli drugie miejsce w finale 11. Konkursu Piosenki Eurowizji w Luksemburgu. Na scenie towarzyszył im Sahib Shihab.
Wysokie miejsce zajęte przez Szwecję podczas konkursu w 1966 spowodowało wzrost zainteresowania eliminacjami Melodifestival wśród lokalnych twórców. Do siedziby nadawcy SVT nadesłano ok. 1,8 tys. propozycji, spośród których 16-osobowa komisja jurorska wyselekcjonowała najpierw 225, a później 35 kompozycji, które później nagrano z akompaniamentem, by do finału dopuścić 10 piosenek. Finał Melodifestivalu odbył się 24 lutego w Cirkus Arena, w głosowaniu jurorów zwyciężył Östen Warnerbring z utworem „Som en dröm”, dzięki czemu został reprezentantem kraju w 12. Konkursie Piosenki Eurowizji w Wiedniu. 8 kwietnia zajął ósme miejsce w finale konkursu.
Do udziału w eliminacjach Melodifestival 1968 zgłoszono 2233 piosenki, a do finału dopuszczono 10 z nich. W finale zwyciężył Claes-Göran Hederström, który za wykonanie utworu „Det börjar verka kärlek, banne mig” Petera Himmelstranda otrzymał 23 punkty. Finał 13. Konkursu Piosenki Eurowizji, rozgrywany 6 kwietnia, był pierwszym transmitowanym przez SVT w kolorze. Hederström zajął w nim piąte miejsce.
W 1969 stacja SVT odnotowała wówczas rekordową liczbę 2402 piosenek nadesłanych do eliminacji Melodifestival 1969, których finał został rozegrany 1 marca. Największą liczbę 31 punktów od jury zdobyły dwie piosenki: „Judy min vän” Tommy’ego Körberga i „Hej clown” Jana Malmsjö, dopiero w dodatkowym głosowaniu, w stosunku głosów 54/45, zwyciężył utwór w wykonaniu Körberga. Piosenka została napisana w języku angielskim („Dear Mrs. Jones”), ale na potrzeby Melodifestival zmieniono jej tekst na szwedzki. 29 marca Körberg zajął dziewiąte miejsce w finale 14. Konkursu Piosenki Eurowizji w Madrycie.

### Lata 70.
Nierozstrzygnięcie remisu pomiędzy czterema krajami podczas finału konkursu w 1969 doprowadziło do bojkotu Eurowizji m.in. przez Szwecję. Telewizja nie wzięła udziału w konkursie w 1970 i go nie transmitowała. W 1971 wysłała reprezentanta na 16. Konkurs Piosenki Eurowizji w Dublinie. Reprezentanta wyłoniła w nowy sposób – od 23 stycznia do 20 lutego w ramach programu Hylands hörn zorganizowała pięć półfinałów, a w każdym z nich dopuściła do udziału po trzech kandydatów: zespół Family Four, Tommy’ego Körberga i Sylvię Vrethammar. Do preselekcji zgłoszono 1164 utworów, a zwycięzców poszczególnych rund wskazywali widzowie w głosowaniu telefonicznym. W każdym z półfinałów zwyciężył zespół Family Four, dlatego w wielkim finale, który odbył się 27 lutego, zaprezentował pięć zgłoszonych przez siebie utworów. Największą liczbę 22 głosów otrzymała piosenka „Vita vidder”. 3 kwietnia wystąpili w finale konkursu i zajęli szóste miejsce.
Telewizja SVT wyłoniła reprezentanta na 17. Konkurs Piosenki Eurowizji poprzez format Melodifestival, do którego wybrała 10 finalistów, a następnie zorganizowała konkurs na piosenkę. Uczestnicy mogli sami wybrać utwór, który zaprezentowali w finale rozgrywanym 12 lutego 1972. Najwięcej punktów od jurorów (24) zdobyła grupa Family Four z piosenką Håkana Elmquista „Härliga sommardag”. Zespół został pierwszym reprezentantem Szwecji, który powrócił do konkursu i wystąpił w nim dwa lata z rzędu. 25 marca zajął 13. miejsce w finale.

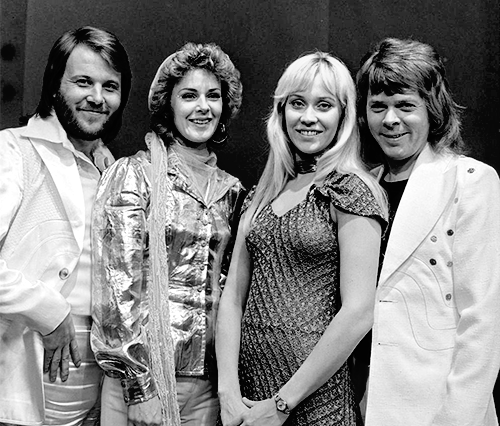
ABBA – zwycięzcy konkursu w 1974

Do selekcji Melodifestival 1973 telewizja SVT zaprosiła wybranych kompozytorów. 10 lutego w finale wystąpiło 10 uczestników. Zwyciężył duet Malta z piosenką „Sommar’n som aldrig säger nej” Larsa Forssella, Carl-Axela i Monique Dominique. Przed rozegraniem 18. Konkursu Piosenki Eurowizji reprezentanci zmienili nazwę swojego projektu na Nova, ponieważ konkurs transmitowała telewizja z Malty. Zgodnie z nowym regulaminem konkursu nie trzeba było już śpiewać w języku narodowym, więc reprezentanci Szwecji przearanżowali piosenkę „Sommar’n som aldrig säger nej” i 7 kwietnia w finale przedstawili jej anglojęzyczną wersję – „You’re Summer”. Zajęli piąte miejsce. Podczas występu orkiestrze dyrygowała Monique Dominique, pierwsza kobieta dyrygent w historii konkursu.
Do selekcji Melodifestival 1974 do 19. Konkursu Piosenki Eurowizji zaproszeni zostali wybrani przez telewizję kompozytorzy. Spośród 10 uczestników finału zwycięzcę wybierało regionalne jury. W finale, rozegranym 9 lutego w siedzibie Sveriges Radio, największą liczbę 302 punktów otrzymał utwór „Waterloo” zespołu ABBA, który już rok wcześniej wziął udział w Melodifestival, ale z utworem „Ring Ring (bara du slog en signal)” zajął trzecie miejsce, a w eliminacjach w 1974 zaprezentował także drugą piosenkę – „Hasta Manana”. 6 kwietnia ABBA wystąpiła w finale Eurowizji, w którym wykonała anglojęzyczną wersję „Waterloo”. Zajęła pierwsze miejsce, zdobywając 24 punkty. Po finale piosenka stała się światowym hitem i doczekała się kilku wersji językowych oraz licznych coverów, a także znalazła się na oficjalnej ścieżce dźwiękowej musicalu „Mamma Mia!”.
Dzięki wygranej Szwecji w konkursie w 1974 telewizja SVT otrzymała prawo do organizacji 20. Konkursu Piosenki Eurowizji, który odbył się w Sztokholmie. Reprezentant gospodarzy został wyłoniony w koncercie Melodifestival 1975, który odbył się 15 lutego w Göteborgu. Do udziału w eliminacjach zaproszono 10 kompozytorów. Pierwsze miejsce w głosowaniu jury w finale zajął Lars Berghagen z piosenką „Jennie, Jennie”. Przed rozegraniem finału Eurowizji wprowadzono nowy system głosowania, umożliwiający jurorom oddawanie głosów na 10 utworów, w tym przyznanie 12 punktów piosence z pierwszego miejsca, 10 pkt piosence z drugiego miejsca, 8 pkt piosence z trzeciego miejsca itd., aż do jednego punktu dla piosenki z 10. miejsca. 22 marca Berghagen zaśpiewał anglojęzyczną wersję piosenki „Jennie, Jennie” i zajął z nią ósme miejsce w finale Eurowizji 1975.
W związku z wysokimi kosztami organizacji Eurowizji 1975 telewizja SVT zrezygnowała z uczestnictwa w konkursie w 1976, pojawiły się także głosy, że Szwecja obawiała się ponownej wygranej i przywileju organizacji. Telewizja wróciła do konkursu po rocznej przerwie, wystawiając reprezentanta na 22. Konkurs Piosenki Eurowizji w Londynie. Zmieniła zasady Melodifestival 1977, rezygnując z zaproszania wybranych kompozytorów. Do konkursu zgłoszono 956 kompozycji (z czego zdyskwalifikowano 138), spośród których jury wybrało 10 finałowych utworów. W finale, który odbył się w Cirkus Arena w Sztokholmie, największą liczbę 117 pkt. od regionalnej komisji jurorskiej otrzymała grupa Forbes z piosenką „Beatles” Svena-Olofa Bagge’a i Claesa Bure’a. W związku z regulaminowym powrotem do zasady śpiewania w języku ojczystym, piosenka „Beatles” została wykonana w finale w języku szwedzkim. Reprezentanci zajęli przedostatnie, 18. miejsce w finale Eurowizji 1977.
Do konkursu Melodifestival 1978 zakwalifikowano 10 piosenek, które wybrano spośród 58 propozycji. Finał odbył się 11 lutego w Cirkus Arena w Sztokholmie. Największą liczbę 100 głosów w głosowaniu regionalnej komisji jurorskiej zdobyło dwóch uczestników – Björn Skifs oraz trio: Lasse Holm, Kikki Danielsson i Wizex. Aby rozstrzygnąć remis, jurorzy głosowali ponownie, ale tylko na dwa utwory: „Det blir alltid värre framåt natten” i „Miss Decibel”. Każdy region przyznał o jednym punkcie piosence, a 8 z 11 pkt otrzymał utwór Skifsa, który został reprezentantem Szwecji podczas 23. Konkursu Piosenki Eurowizji. Zwycięski utwór „Det blir alltid värre framåt natten” napisał Petr Himmelstrand. Skifs przed finałem Eurowizji publicznie skrytykował zapis w regulaminie nakazujący śpiewanie piosenki w ojczystym języku, bo w konkursie chciał zaśpiewać po angielsku. 22 kwietnia wystąpił w finale, w którym zajął 14. miejsce. W trakcie występu zapomniał tekstu, przez co fragment utworu wykonał przy użyciu wymyślonych słów, które brzmiały jak szwedzki, ale w rzeczywistości nie miały żadnego znaczenia.
Do Melodifestival 1979 zgłoszono ok. 450 utworów, a do finału, który odbył się 17 lutego, zakwalifikowało się 10 kompozycji. W głosowaniu regionalnego jury zwyciężył Ted Gärdestad z utworem „Satellit”, który napisał z Kenneth Gärdestad. 31 marca zajął 17. miejsce w finale 24. Konkursu Piosenki Eurowizji w Jerozolimie.

### Lata 80.
SVT wyłoniła reprezentanta Szwecji w 25. Konkursie Piosenki Eurowizji w programie Melodifestival 1980. Wszystkie naesłane propozycje najpierw trafiły do organizacji SMFF (Svenska Musikföreläggareföreningen), która później wysłała je do komisji sędziowskiej wybierającej finałową stawkę. Do telewizji trafiło 120 propozycji, a najwięcej głosów w Melodifetivalen otrzymała „Just nu!” Tomasa Ledina. 19 kwietnia Ledin wystąpił w finale konkursu i zajął dziesiąte miejsce z dorobkiem 47 punktów. Podczas występu odłączył mu się mikrofon.
Do Melodifestival 1981 zgłoszono 90 utworów, spośród których komisja sędziowska powołana przez SVT wybrała pięć. W finale festiwalu, rozegranym 21 lutego 1981, w głosowaniu jury (którzy przyznawali 1, 2, 4, 6 i 8 pkt), najwięcej punktów otrzymał Björn Skifs z utworem „Fångad i en dröm”. W finale 26. Konkursu Piosenki Eurowizji zajął 10. miejsce.
SVT wprowadziła wiele zmian do formatu Melodifestival w 1982 – ponownie zorganizowała konkurs w Göteborgu (w obiekcie sportowym Lisebergshallen), przywróciła 10 finalistów i wprowadziła „superfinał”, do którego zakwalifikowało się pięć utworów. Do SVT zgłoszono 120 utworów. 24 lutego odbył się finał eliminacji, podczas którego wprowadzono nowy sposób głosowania – jurorów podzielono zgodnie z wiekiem i stworzono dziewięć grup (najmłodszą grupę stanowiły osoby w przedziale wiekowym 15-20, najstarszą – 55-60), które w pierwszej rundzie wybierały najlepszą piątkę uczestników, przyznając każdemu z nich po jednym punkcie. W ten sposób do „superfinału” zakwalifikowało się pięć utworów. W ostatecznym głosowaniu zwyciężył duet Chips (Kikki Danielsson i Elisabeth Andreassen) z piosenką „Dag efter dag”. Para podczas finału 27. Konkursu Piosenki Eurowizji zajęła ósme miejsce.
SVT w formacie Melodifestival 1983 ponownie uwzględniła „superfinał”. W finale selekcji, który odbył się 26 lutego w teatrze Palladium w Malmö, zwyciężyła Carola Häggkvist z utworem „Främling” Moniki Forsberg i Lasse Holma. 23 kwietnia Häggkvist wystąpiła w finale 28. Konkursu Piosenki Eurowizji w Monachium i zajęła w nim trzecie miejsce po zdobyciu 126 pkt.
Do finału Melodifestival 1984 zakwalifikowano 10 uczestników. W finale, który odbył się na terenie Lisebergshallen w Göteborgu, zwyciężyła formacja Herreys z utworem „Diggi-Loo Diggi-Ley”. Piosenka śpiewana przez braci opowiada o tym, jak jeden z nich znalazł złote buty na ulicy. 5 maja 1984 wystąpili jako pierwsi w finale 29. Konkursu Piosenki Eurowizji w Luksemburgu i zdobyli 145 punktów, dzięki czemu zajęli pierwsze miejsce.
SVT w związku z organizacją 30. Konkursu Piosenki Eurowizji zrezygnowała z zatrudnienia orkiestry na Melodifestival 1985, a finaliści krajowych eliminacji zaśpiewali swoje piosenki z podkładu puszczonego z taśmy. W finale, który odbył się 2 marca, zostało zaprezentowanych 10 piosenek, a zwyciężyła Kikki Danielsson z utworem „Bra vibrationer”. Wyniki konkursu wywołały kontrowersje, a wiele osób wypowiadających się w programie audiotele uznało, że wygrała zła piosenka. 4 maja 1985 Danielsson zajęła trzecie miejsce w finale Eurowizji 1985.
SVT zdecydowała, że podczas „superfinału” Melodifestival 1986 zaprezentuje się pięciu uczestników. Spośród ok. 90 zgłoszonych propozycji telewizja wybrała 10 utworów, a do wszystkich propozycji powstały teledyski, które zostały wyemitowane podczas finału (22 marca) i na ich podstawie jurorzy wybrali finałową piątkę. W „superfinale” kandydaci zaśpiewali swoje piosenki na żywo, a najwięcej punktów zdobył duet Lasse Holm i Monica Törnell z utworem „E’ de’ det här du kallar kärlek”. Podczas 31. Konkursu Piosenki Eurowizji, który odbył się 3 maja 1986 w Bergen, zajęli piąte miejsce.
Do Melodifestival 1987 zgłoszono ponad 1500 propozycji, a 12 z nich jurorzy dopuścili do finału selekcji. W finale, który odbył się 21 lutego, zwyciężyła Lotta Engberg z utworem „Fyra Bugg & en Coca Cola” Christera Lundha i Mikaela Wendta. Europejska Unia Nadawców nie dopuściła utworu na Konkurs Piosenki Eurowizji 1987 ze względu na naruszanie regulaminu, który zakazuje używania nazw komercyjnej firmy w tekście. Kompozytorzy musieli zmienić tytuł i tekst piosenki, który przerobili na „Boogaloo”. 9 maja Engberg zaśpiewała nową wersję utworu w finale Eurowizji i zajęła w nim 12. miejsce.
SVT do finału „Melodifestival 1988, który odbył się 27 lutego, zakwalifikowała 12 uczestników, a sześcioro z nich awansowało do „superfinału”. Najwięcej punktów zdobył w nim Tommy Körberg za utwór „Stad i ljus”, który napisał z Py Bäckmanem. 30 kwietnia w finale 33. Konkursu Piosenki Eurowizji w ublinie zajął 12. miejsce.
Finał Melodifestival 1989 odbył się 11 marca 1989 w Stockholm Globe Arena. Do konkursu zgłoszono 1223 utwory, a w finale wystąpiło 10 kandydatów. SVT zrezygnowała z dwuetapowego formatu selekcji. Regionalna komisja sędziowska głosowała na wszystkie piosenki finałowe i już po jednym głosowaniu wybrany został zwycięzca – Tommy Nilsson z utworem „En dag” Tima Norella, Oli Håkanssona i Alexandra Barda. 6 maja Nilsson zajął czwarte miejsce w finale 35. Konkursu Piosenki Eurowizji w Lozannie.

### Lata 90.
SVT podczas organizacji Melodifestival 1990 przywróciła „superfinał”. Do preselekcji do 35. Konkursu Piosenki Eurowizji zgłosiła się m.in. Carola Häggkvist, której udział wzbudził wiele kontrowersji, bowiem była wówczas członkinią sekty Livets Ord w Uppsali. Obawiano się, że podczas selekcji zacznie poruszać tematy związane z Bogiem, jednak ostatecznie do tego nie doszło. W finale, który odbył się 9 maja 1990 w Rondo Arena w Göteborgu, wzięło udział 10 uczestników, a pięcioro z nich zostało zakwalifikowanych do „superfinału”. Zwyciężyła grupa Edin-Ådahl za utwór „Som en vind” piosenką „Mitt i ett äventyr” Stephana Berga. W skład zespołu weszli bracia Bertil i Lasse Edin oraz bracia Frank i Simon Ådahl. 5 maja 1990 zajęli 16. miejsce w finale Eurowizji 1990 w Zagrzebiu.
Finał Melodifestival 1991 odbył się 22 marca w Malmö Stadsteater. Do finału zakwalifikowało się 10 wokalistów, w tym Carola Häggkvist, która zwyciężyła w finale z utworem „Fångad av en stormvind” Stephana Berga. 4 maja wystąpiła w finale 37. Konkursu Piosenki Eurowizji w Rzymie. Jej występowi towarzyszyły problemy techniczne, bowiem widzowie zgromadzeni w hali Cinecitta w ogóle nie słyszeli jej występu (w telewizji transmitowany był bez problemu). Zaraz po Häggkvist wystąpiła reprezentantka Francji – Amina, z którą ostatecznie zremisowała na pierwszym miejscu po zdobyciu 146 pkt. Obie otrzymały po cztery „12”, dlatego remis rozstrzygnęła dopiero liczba zdobytych „10” – Häggkvist zwyciężyła ich pięć, a Amina tylko dwie. Piosenka „Fångad av en stormvind” (i jej anglojęzyczna wersja „Captured By a Lovestorm”) stała się hitem w Europie, trafiła na listy przebojów m.in. w Norwegii, Austrii i Holandii.

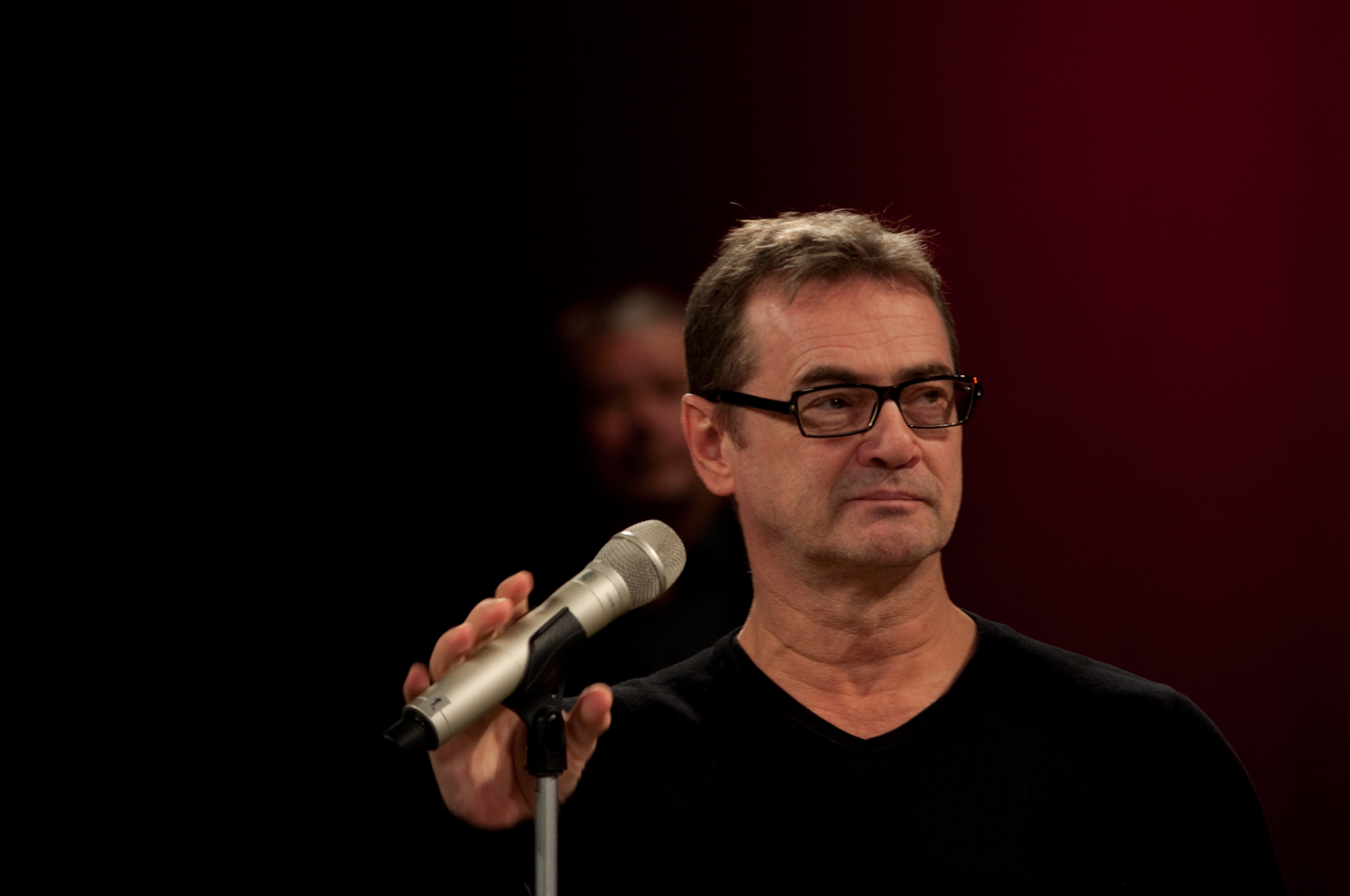
Christer Björkman, reprezentant Szwecji w 37. Konkursie Piosenki Eurowizji (Na zdj. w 2009)

Finał Melodifestival 1992 został zorganizowany w hali Cirkus Arena w Sztokholmie. Wystąpiło w nim 10 wykonawców, a pięciu z nich awansowało do „superfinału”. Zwyciężył Christer Björkman z utworem „I morgon är en annan dag” Niklasa Strömstedta. 9 maja w finale 37. Konkursu Piosenki Eurowizji w Malmö Istadion Björkman zajął przedostatnie, 22. miejsce.
SVT po konkursie w 1992 wprowadziła zmiany do formatu Melodifestival i wprowadziła do konkursu głosowanie telewidzów. Do selekcji zgłoszono wówczas rekordową liczbę 1530 utworów. Finał odbył się 5 marca 1993 w Göteborgu, a najwięcej głosów od widzów (łącznie ok. 70 tys.) zdobył zespół Arvingarna z utworem „Eloise” Gerta Lengstranda i Lasse Holma. Grupa zajęła siódme miejsce w 38. Konkursie Piosenki Eurowizji.
SVT zrezygnowała z przyznania telewidzów prawa wyboru reprezentanta Szwecji, a przez kolejnych sześć lat zwycięzcę Melodifestivalen znów wybierali tylko jurorzy. Selekcje Melodifestival 1994 odbyły się 12 marca w centrum telewizyjnym Sveriges Television w Sztokholmie. Do konkursu zgłoszono ponad 1,5 tys. piosenek. Jury wyłoniło 10 finalistów, a w „superfinale” pierwsze miejsce i 66 punktów zdobył duet Marie Bergman i Roger Pontare z utworem „Stjärnorna” Mikaela Littvolda i Petera Bertilssona. 30 kwietnia para wystąpiła w finale 39. Konkursu Piosenki Eurowizji i zajęła 13. miejsce.
W finale Melodifestivalen 1995, który odbył się 24 lutego w Malmö, zwyciężył Jan Johansen z utworem „Se på mig” Ingeli „Pling” Forsman, Bobby’ego Ljunggrena i Håkan Almqvist. Piosenka jeszcze przed finałem Eurowizji trafiła na szwedzkie i norweskie listy przebojów. 13 maja Johanson zajął trzecie miejsce w finale 40. Konkursu Piosenki Eurowizji w Dublinie.
Finał preselekcji Melodifestival 1996 odbył się 24 lutego 1996 w Victoriahallen w Sztokholmie. Do konkursu zgłoszono ponad 1300 utworów, a w finale zwyciężył zespół One More Time z utworem „Den Vilda” Nanne Grönvall i Petra Grönvalla. Aby grupa mogła wystąpić w finale 41. Konkursu Piosenki Eurowizji, musiała przejść rundę kwalifikacyjną, w której komisja sędziowska powołana przez EBU oceniała wszystkie propozycje przygotowane przez nadawców publicznych (na podstawie wersji studyjnych utworów). Reprezentanci Szwecji zakwalifikowali się do finału Eurowizji i zajęli w nim trzecie miejsce.
Do preselekcji Melodifestival 1997 zgłoszono ponad 1220 piosenek, a do finału dopuszczono 10 utworów. W finale, który odbył się 8 marca 1997 w Göteborgu, zwyciężył zespół Blond z utworem „Bara hon älskar mig” Stephana Berga. 3 maja grupa zajęła 14. miejsce w finale 42. Konkursu Piosenki Eurowizji.
Finał eliminacji Melodifestivalen 1998 odbył się 14 marca w Malmö. W „superfinale” zwyciężyła Jill Johnson z piosenką „Kärleken är” Ingeli „Pling” Forsman, Bobby’ego Ljunggrena i Håkana Almqvista. Forsman przyznała, że inspiracją do napisania utworu była tragiczna śmierć księżnej Diany w 1997. 9 maja Johnson zajęła z utworem 10. miejsce w finale 43. Konkursu Piosenki Eurowizji.
SVT przed rozegraniem Melodifestivalen 1999 przywróciła do formatu głosowaniu telewidzów, których werdykt połączyła z głosowaniem jurorów. Do eliminacji zgłoszono 1315 utworów. W finale, który odbył się 27 lutego w Sztokholmie, w głosowaniu obu podmiotów zwyciężyła Charlotte Nilsson z utworem „Tusen och en natt”. Finał selekcji obejrzało ponad 3,1 mln widzów. Regulamin Konkursu Piosenki Eurowizji nie wymagał już śpiewania w języku narodowym, toteż w Jerozolimie Nilsson zaśpiewała anglojęzyczną wersja utworu – „Take Me to Your Heaven”. Zajęła z nią pierwsze miejsce, zapewniając Szwecji czwarte zwycięstwo w historii startów.

### Lata 2000–2010
Do preselekcji Melodifestivalen 2000 zgłoszono prawie 1400 utworów, a finał eliminacji odbył się 10 marca w Göteborgu. W głosowaniu jurorów i telewidzów zwyciężył Roger Pontare z utworem „När vindarna viskar mitt namn”. SVT zorganizowała finał 45. Konkursu Piosenki Eurowizji 13 maja w Globen Arena w Sztokholmie. Pontare z anglojęzyczną wersją propozycji – „When Spirits Are Calling My Name” – zajął siódme miejsce w konkursie. Zwyciężczyni konkursu z 1999, Charlotte Nilson, wbrew tradycji konkursu nie pojawiła się w finale, ponieważ wówczas była skonfliktowana z SVT. Logo konkursu w 2000 było uważane za jedno z najlepszych w historii konkursu i brane było pod uwagę przy ustalaniu jednego symbolu Eurowizji, które miało funkcjonować od 2004.
Do preselekcji Melodifestivalen 2001 zgłoszono prawie 1560 utworów. W finale, który odbył się 23 lutego w Malmö, zwyciężyła grupa Friends z utworem „Lyssna till ditt hjärta” Thomasa G:Sona i Henrika Sethssona. Oglądalność finału wyniosła prawie 3,9 mln widzów. Po finale Melodifestivalen twórcy zwycięskiej piosenki  zostali oskarżeni o popełnienie plagiatu utworu „Liefde is een kaartspel” Lisy del Bo z 1996. Oskarżenia skierował także chorwacki kompozytor, który uznał, że piosenka zawiera fragmenty jego utworu z 1987. EBU początkowo zdyskwalifikowała zespół z udziału w finale Eurowizji, jednak później umożliwiła mu występ, ale skierowała sprawę do sądu, ten z kolei nie posądził Szwedów o naruszenie praw autorskich, choć utwór dwa lata później został oficjalnie uznany za plagiat, a Szwedzy zapłacili Belgowi odszkodowanie. Utwór „Lyssna till ditt hjärta” przetłumaczony został na język angielski i wykonany przez zespół 12 maja w finale 46. Konkursu Piosenki Eurowizji w Kopenhadze. Grupa zajęła piąte miejsce.
SVT po konkursie w 2001 wprowadziła nowy format selekcji Melodifestivalen, który stosowała również w kolejnych latach – wprowadziła cztery półfinały, rundę dogrywkową i finał (przy czym każdy z koncertów odbywa się w innym mieście) oraz dopuszczając do zgłoszeń piosenki w innym języku, niż szwedzki. Zgodnie z zasadmi wprowadzonymi przez SVT, rundy półfinałowe i dogrywka były rozgrywane dwuetapowo: telewidzowie najpierw głosowali na swoich faworytów, ale do drugiej rundy głosowania kwalifikowało się tylko czterech uczestników, na którym można było głosować w drugim etapie głosowania, po którym dwoje najwyżej ocenionych wykonawców zdobywało awans do finału, a pozostała dwójka trafiała do rundy dogrywkowej. Do eliminacji zgłoszono 1830 utworów. W półfinałach wystąpiło 32 kandydatów: Mendez, Tom Nordahl, Camilla Lindén, Rickard Sköld, Zoë, Brandsta City Släckers, Excellence, Barbados, Martin, Jennifer Newberry, Jakob Stadell i Voice Boys, Afro-dite, Javiera, Annika Ljungberg, Ann-Louise Hanson i Molle Holmberg, The Poets, Towe Jaarnek, Hanna Hedlund i Lina Hedlund, Date, Östen med Resten, Sylvia Vrethammar, Arvingarna, Rolf Carlsson, Linda Grip, Solo, Parachutes, Niklas Andersson, Jan Johansen, Kina Jaarnek, Friends, Fredrik Wännman, duet Chips i Lotta Engberg oraz trio Kayo, Blossom Tainton i Gladys del Pilar. Ze względu na przedwczesne opublikowanie utworu z konkursu została zdyskwalifikowana piosenka „Ett vackert par” Py’a Bäckmana i Micke’a Wennborna, a jej miejsce w stawce zajął utwór „Sista andetaget” Thomasa Thörnholma i Dana Attleruda. Finalistami zostali: Brandsta City Släckers, Mendez, Afro-dite, Javiera, Östen med Resten, Hanna i Lisa, Friends oraz trio Danielsson, Andreasson i Engberg oraz Barbados i Jan Johansen, którzy przeszli rundę dogrywkową dzięki zdobyciu największego wsparcia od komisji jurorskiej (złożonej z byłych reprezentantów Szwecji na Eurowizji). W finale eliminacji, który odbył się 1 marca Globen Arena w Sztokholmie, najwięcej punktów od jurorów i widzów zdobyła formacja Afro-dite z utworem „Never Let It Go”. Zespół był jednym z faworytów bukmacherów do wygrania 47. Konkursu Piosenki Eurowizji w Tallinnie. Podczas finału, który odbył się 25 maja, zajął ósme miejsce. Po konkursie SVT spotkała się z nieprzychylnymi opiniami lokalnych mediów, które skrytykowały sąsiedzkie głosowanie podczas finału, sugerowały rezygnację z udziału w konkursie i „podążenie za przykładem Włochów, którzy organizują swój własny festiwal”. Jeden z księży zagroził także pozwaniem do sądu komentatora konkursu, Christera Björkmana, za stwierdzenie podczas transmisji, że „Izrael nie zasługuje na punkty z powodu swojej sytuacji politycznej”.
W 2002 do siedziby SVT zgłoszono 2630 propozycji do Melodifestivalen 2003. 13-osobowa komisja jurorska, na czele z Christerem Björkmanem, wybrała 32 propozycji, które dopuściła do półfinałów festiwalu. Jedna z wybranych piosenek, „You Got Me” Andersa Borgiusa, została zdyskwalifikowana z powodu publikacji przed terminem, jej miejsce w stawce zajął utwór Johana Larssona i Fernando Brita. Z rywalizacji została odsunięta także Carola Häggkvist z utworem „Autumn Leaves”, ponieważ nie zgodziła się z nowym regulaminem konkursu, który nakazywał występ w półfinale temu samemu artyście, który nagrał wersję demo piosenki zgłoszonej do siedziby nadawcy. Na jej miejsce został wybrany Patrik Rasmussen z utworem „Stay the Night”. Häggkvist mimo tej sytuacji poprowadziła jeden z koncertów festiwalowych i wystąpiła jako gość muzyczny. Trzecią zdyskwalifikowaną kandydatką została Nathalie Family, która była za młoda na występ na Eurowizji (w dniu występu w selekcjach miałaby 14 lat, a eurowizyjne minimum wiekowe to ukończenie 16. roku życia w dniu finału). Jej miejsce w konkursie zajęła Denise „DeDe” Lopez. W półfinałach wystąpili także: Crosstalk, DeDe Lopez, Mendez, Alive i Jessie Martins, Jill Johnson, Da Buzz, Markus Landgren, Pernilla Wahlgren i Jan Johansen, Andrés Esteche, Sanna Nielsen, Kerli i Locatellis, Pandora, Brandsta City Släckers, Fame, Aleena, Alcazar, Shanna Smith, Nanne Grönvall, Sarek, Barbados, Sofia Källgren i Robert Wells, Liverpool, Shirley Clamp, Style, Sahlene, Fernando Brito, Bubbles, Maarja Liis-Ilus, Östen med Resten, Lina, Mikael Erlandsson i zespół Afro-dite. SVT ponownie rozegrała sześć koncertów, a każdy z nich w innym mieście. Projektantem i scenografem scen koncertowych został Mikael Varhelyis. Do finału awansowało po dwóch wykonawców z największą liczbą głosów od widzów, a także Bubbles i Alcazar, którzy zwyciężyli w rundzie dogrywkowej. W finale selekcji, który odbył się 15 marca w Globen Arena w Sztokholmie, zwyciężył duet Fame z utworem „Give Me Your Love”. 24 maja wystąpili w finale 48. Konkursu Piosenki Eurowizji w Rydze i zajęli w nim piąte miejsce. Szwedzcy telewidzowie oddali w finale 224 529 głosów.

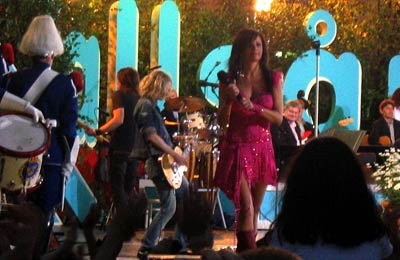
Lena Philipsson (2004)

W 2003 SVT zmieniła zasady selekcji Melodifestivalen i przyznała „dzikie karty” wybranym wykonawcom. Na przełomie listopada i grudnia opublikowała listę 32 piosenek dopuszczonych do półfinałów, a w grudniu ujawniła listę uczestników festiwalu, którymi zostali: Nina Inhammar i Kim Kärnfalk, Jocke Bergström, Sarek, Karl Martindahl, LaGaylia Frazier, Sara Löfgren, Niklas Andersson, Petra Nielsen (pierwszy półfinał), Fredrik Kempe, Baccara, Fame, Jennifer Escola, Pay TV, Anne-Lie Rydé, La Roxx, E-Type, Bubbles (drugi półfinał), Emil Sigfridsson, Gladys del Pilar, Sandra Dahlberg, Itchycoo, Hanson, Carson i Malmkvist, Autolove, Bosson (trzeci półfinał), Lena Philipsson, Anders Borgius, Lotta Nilsson i Glenn Borgkvist, After Dark, Pandora, Fre, Shirley Clamp i Andrés Esteche (czwarty półfinał), z czego „dzikie karty” otrzymali Philipsson, E-Type, Andersson, Malmkvist oraz duet Carson-Hanson. Zgłoszenia do eliminacji nadesłali też m.in. Carola Häggkvist, Pernilla Wahlgren, Helen Sjöholm oraz zespoły: Brandsta City Släckers, A*Teens i REA. Pierwszy półfinał festiwalu odbył się 21 lutego 2003 w Karlstad, drugi – 28 lutego w Göteborgu, trzeci – 6 marca w Umeå, a czwarty – 13 marca w Malmö, etap dogrywkowy  – 14 marca w Sztokholmie, a finał – 20 marca w Sztokholmie. Na koncerty festiwalowe sprzedano ok. 60 tys. biletów. Z każdego półfinału do finału awansowało po dwóch zdobywców największej liczby punktów, a także dwóch uczestników z rundy dogrywkowej. W finale zwyciężyła Lena Philipsson z utworem „Det gör ont”. Philipsson wcześniej brała udział w eliminacjach w 1986, 1987 i 1988. Finał Melodifestivalen 2004 obejrzało ok. 4,1 mln osób i był to najczęściej oglądany program telewizyjny w Szwecji. Philipsson po finale eliminacji nagrała zwycięski utwór w języku angielskim. Z „It Hurts” była jedną z faworytek bukmacherów do zwycięstwa w finale 49. Konkursu Piosenki Eurowizji w Stambule, ostatecznie zajęła w nim piąte miejsce.
SVT przyjmowała zgłoszenia do Melodifestivalen 2005 od 18 maja do 28 września 2004, otrzymała ponad 3 tys. propozycji. Spośród zgłoszeń wyselekcjonowała najpierw 1,2 tys., a następnie 99, z których wybrała 32 półfinałowe propozycje. Ich tytuły wraz z nazwiskami twórców opublikowała w października 2004. Piosenki miały premierę na sześć godzin przed każdym z półfinałów w audycji radiowej rozgłośni P4. SVT na początku grudnia opublikowała listę 28 uczestników Melodifestivalen, którymi zostali: Pay TV, Bodies Without Organs (Alexander Bard, Martin Andrzej Rolinski i Anna Marina Szypczenko), Cecilia Vennersten, Papa Dee, Linda Bengtzing, Wallstones (zespół miał negocjować zaproszenie do występu Ringo Starra), Nordman, Shirley Clamp, Fredrik Kempe i Sanna Nielsen, Camilla Brinck, Group Avalon, Arja Saijonmaa, Josefin Nilsson, Cameron Cartio, NaNa, Kwanzaa, Jimmy Jansson, LaGaylia, Josef, Jessica Folcker, Martin Stenmarck, Anne-Lie Rydé, B-Boys International i Paul M, Mathias Holmgren, Rickard Engfors i Katarina Fallholm, Date, Caroline Wennergren oraz Katrina Leskanich i Thomas „Nameless” Hauptmann. Organizatorzy przyznali także tzw. jokery umożliwiające występ w selekcjach. Do ich zdobycia zgłosiło się 115 kandydatów i otrzymali je: Nanne Grönvall, zespół Alcazar, Sanne Salomonsen oraz K2 i Alannah Myles. Do udziału w selekcjach mieli zgłosić się także m.in. Elena Paparizou, Pernilla Wahlgren, Kikki Danielsson, Lotta Engberg, Tommy Nilsson, Papa Dee, Mikael Rickfors, Mats Ronander, Hasse Andersson, Niclas Wahlgren, Linus Wahlgren, Nordman, Grymlings, Richard Engfors i Carola Häggkvist. Po ogłoszeniu zdobywców tzw. dzikich kart kilku szwedzkich artystów skrytykowało Björkmana za jego „dyktatorskie podejście” i „promowanie kolegów”, w związku z czym producent ustąpił ze swojej funkcji, a nowym producentem festiwalu został Edward af Sillén. Na początku października ruszyła sprzedaż biletów na koncerty festiwalowe. W grudniu SVT zorganizowała konferencję prasową dotyczącą festiwalu. Pierwszy półfinał festiwalu zorganizowała 19 lutego 2005 w Göteborgu, drugi – 26 lutego w Linköpingu, trzeci – 5 marca w Skellefteå, a czwarty – 12 marca w Växjö, etap dogrywkowy – 13 marca w Sztokholmie, a finał – 19 marca w Sztokholmie. W dwóch pierwszych półfinałach o wynikach decydowali telewidzowie i jurorzy, jednak po wielu krytycznych komentarzach od widzów stacja zrezygnowała z jury w pozostałych półfinałach i rundzie dogrywkowej, przy czym przywróciła jurorów na finał. Każdy z koncertów prowadziła inna para gospodarzy. Do finału awansowało po dwóch najlepiej ocenionych uczestników półfinału i oraz dwóch uczestników rundy dogrywkowej. Choć główną faworytką bukmacherów i fanów do wygrania była Nanne Grönvall, to w finale zwyciężył Martin Stenmarck z utworem „Las Vegas”. Wszystkie rundy konkursowe transmitowane były w Internecie oraz mobilnie, a finał obejrzało ok. 4,06 mln osób. 16 maja Stenmarck zajął 19. miejsce w finale Eurowizji 2005.

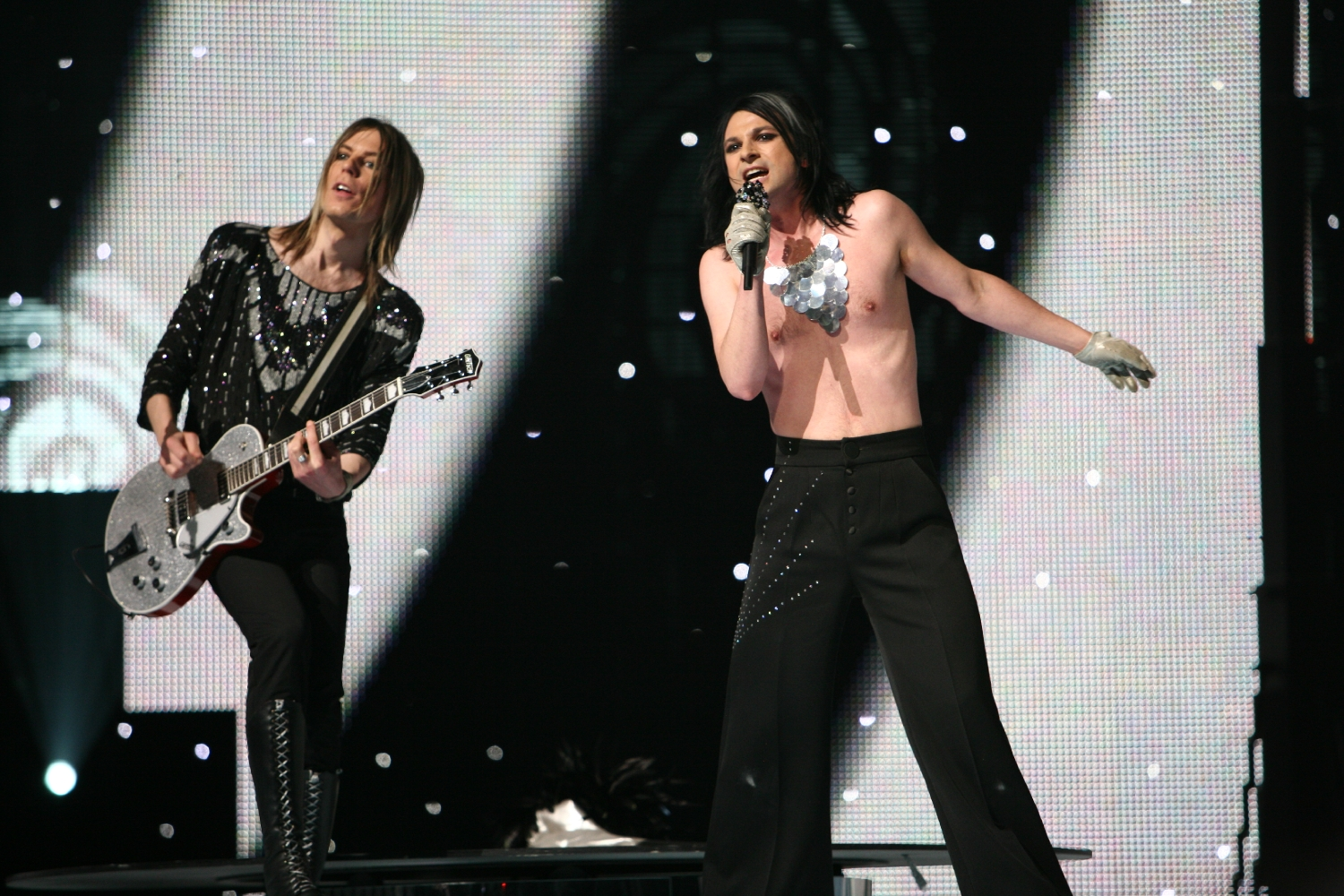
The Ark w 52. Konkursie Piosenki Eurowizji (2007)

W 2005 nowym dyrektorem Melodifestivalen został Christel Tholse Willers. SVT przyjmowała zgłoszenia do Melodifestivalen 2006 od 6 czerwca 2005 i przyjęła 3310 utworów. Pierwszy półfinał selekcji odbył się 18 lutego  w Leksandzie, drugi – 25 lutego w Karlstadzie, trzeci – 4 marca w Karlskronie, czwarty – 11 marca w Göteborgu, runda dogrywkowa – 12 marca w Sztokholmie, a finał – 18 marca w Sztokholmie. W eliminacjach wzięło udział 32 uczestników: Simone Moreno, Electric Banana Band, Anna Sahlene, Magnus Bäcklund, Linda Bengtzing, Pandang, Hannah Graaf, The Elephantz, Sonya, Östen med Resten, Pablo Cepada, Kikki Danielsson, Niclas Wahlgren, Velvet, Jessica Folcker, Gregor, Jessica Andersson, The Poodles, Elysion, Patrik Isaksson, Kayo, Roger Pontare, Laila Adéle, Günther i The Sunshine Girls, Sandra Dahlberg, Evan, Björn Kjellman i Carola Häggkvist oraz zdobywcy „dzikich kart”: Andreas Johnsson, Magnus Carlsson, Rednex i Bodies Without Organs. W finale zwyciężyła Carola Häggkvist z utworem „Evighet”, z którym zajęła drugie miejsce u jurorów i pierwsze miejsce u telewidzów. Po finale Melodifestivalen nagrała swój utwór w języku angielskim. Z piosenką „Invincible” zajęła piąte miejsce w finale 51. Konkursu Piosenki Eurowizji w Atenach.
SVT przed Melodifestivalen 2007 wprowadziła zmianę dotyczącą rundy dogrywkowej – postanowiła, że każdy uczestnik dogrywki wystąpi na żywo (dotychczas jego występ był nagrywany wcześniej i prezentowany z taśmy). Półfinał odbyły się 3, 10, 17 i 24 lutego, runda dogrywkowa – 3 marca, a finał – 10 marca. Do półfinałów zostało dopuszczonych 32 uczestników: Elin Lanto, Anderson i Gibson, Anna Book, Addis Black Widdow, Andreas Lundstedt, Tommy Nilsson, Sofia, Uno i Irma, Regina Lund, Marie Lindberg, Jimmy Jansson, Cosmo4, Lustans Lakejer, Jessica Andersson, Svante Thuresson i Anne-Lie Rydé, The Ark, Måns Zelmerlöw, MissMatch, Magnus Carlsson, Sheida, The Attic z Therese, Sebastian, Sonja Aldén, Nanne, Magnus Uggla, Emilè Azar, Sanna Nielsen, Caroline af Ugglas, After Dark, Sarah Dawn Finer, Verona i Andreas Johnson. W finale zwyciężył zespół The Ark z utworem „The Worrying Kind”, z którym 12 maja zajął 18. miejsce w finale 52. Konkursu Piosenki Eurowizji.

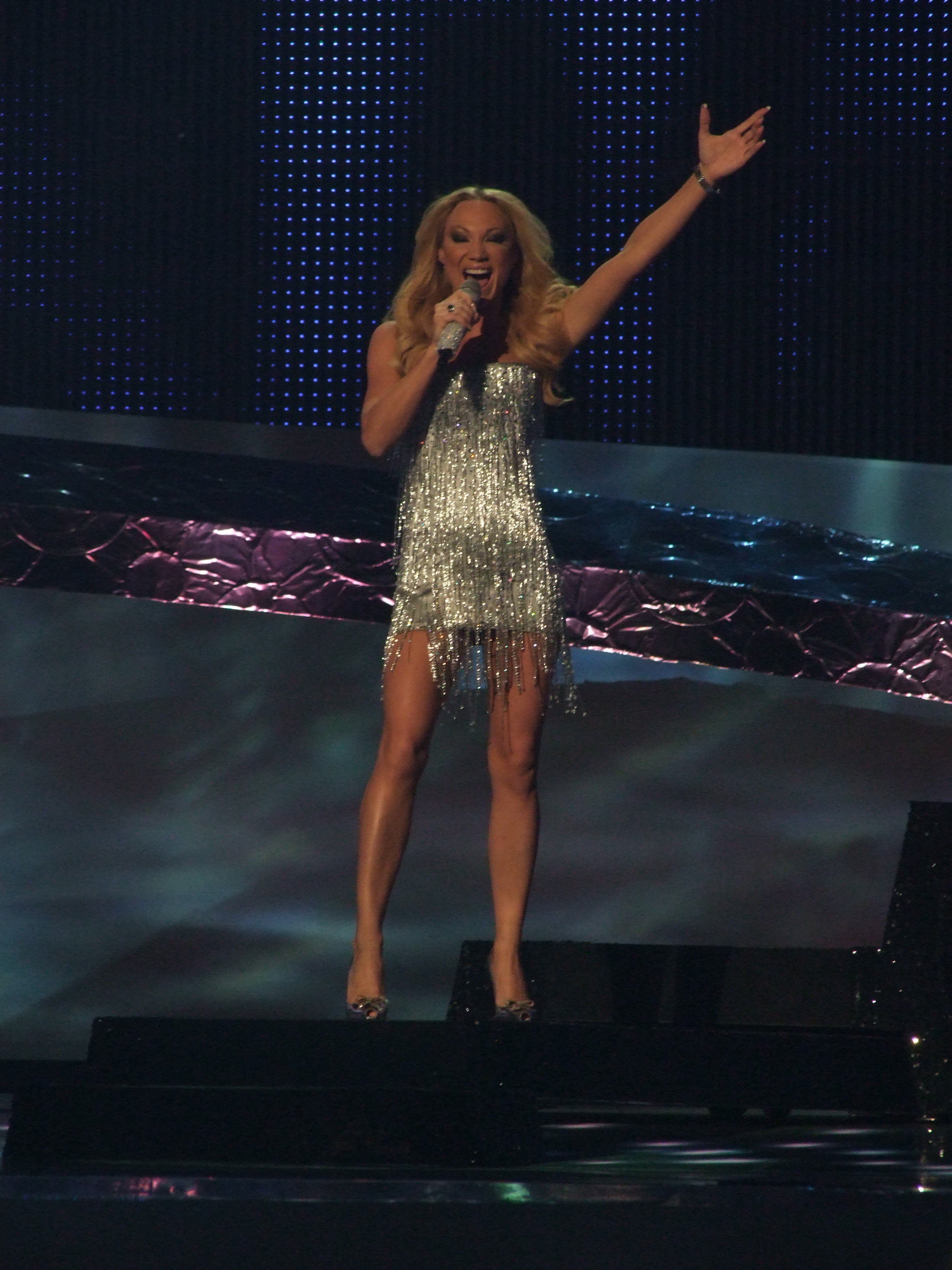
Charlotte Perrelli w 53. Konkursie Piosenki Eurowizji w Belgradzie (2008)

Pod koniec grudnia 2007 SVT opublikowała listę uczestników Melodifestivalen 2008, których wybrała spośród 3489 zgłoszeń. W konkursie wystąpili: E-Type i The Poodles, Face-84, Velvet, Brandur, Michael Michailoff, Amy Diamond, Suzzie Tapper, Christer Sjögren, Ola, Lasse Lindh, The Nicole, Alexander Schöld, Rongedal, Sanna Nielsen, Andra Generationen, Johnson i Häggkvist, BWO, Mickey Huskić, Frida feat. Headline, Thérèse Andersson, Patrik Isaksson i Bandet, Caracola, Ainbusk, Eskobar, Niklas Strömstedt, Calaisa, Daniel Mitsogiannis, Linda Bengtzing, Nordman, Sibel, Fronda i Charlotte Perrelli. Półfinały festiwalu odbyły się 9, 16, 23 i 30 lutego, runda dogrywkowa – 8 marca, a finał – 15 marca. W finale zwyciężyła Charlotte Perrelli z utworem „Hero”, z którym 22 maja zajęła 12. miejsce w drugim półfinale 53. Konkursu Piosenki Eurowizji w Helsinkach. Zgodnie z ówczesnym regulaminem konkursu, dziesiątego finalistę konkursu wybierali jurorzy, dzięki czemu Perrelli została dopuszczone do występu w finale. Zajęła w nim 18. miejsce.

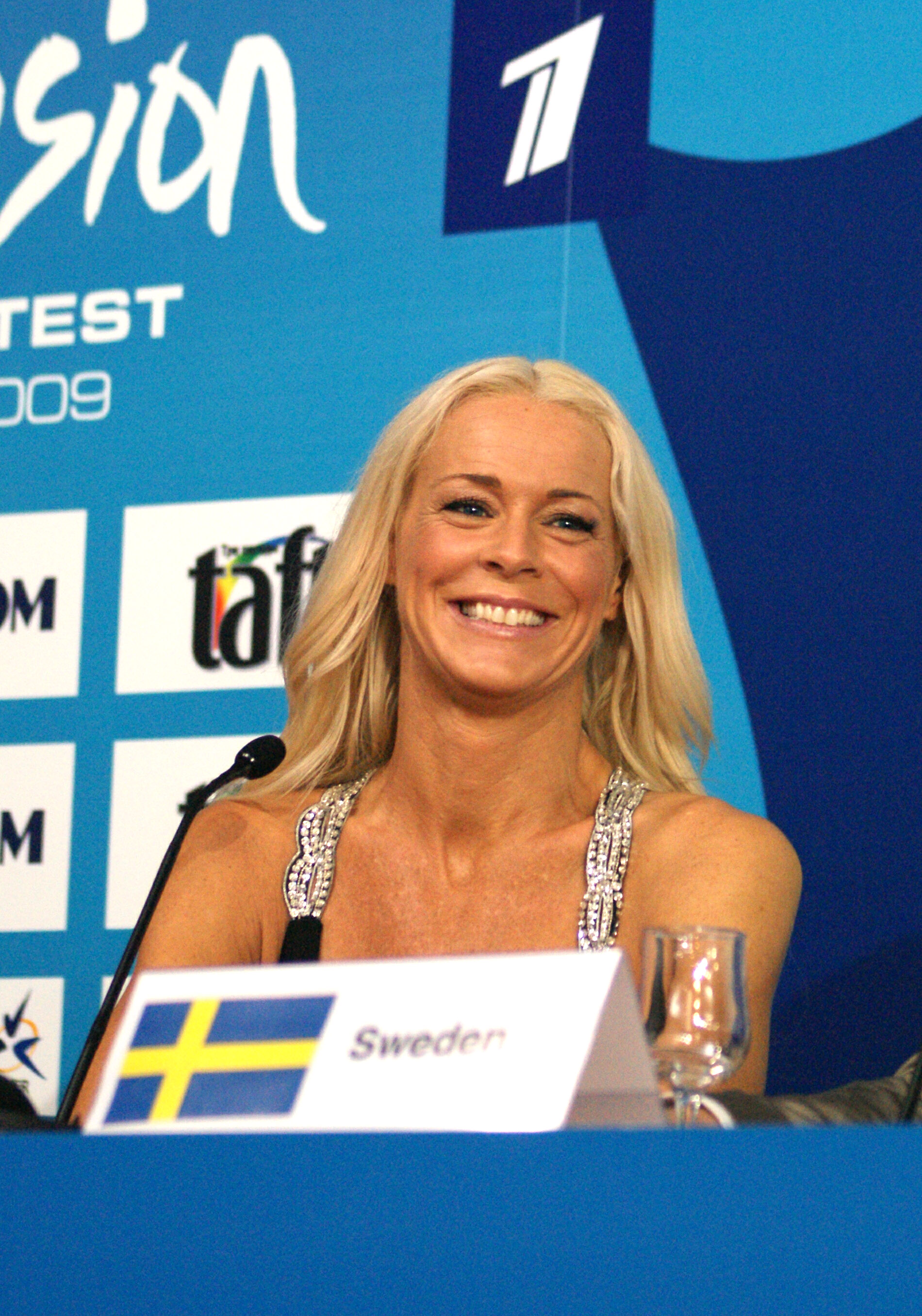
Malena Ernman (2009)

SVT zmieniła zasady głosowania podczas selekcji Melodifestivalen 2009, dopuszczając do niego grono jurorów międzynarodowych, którzy z każdego półfinału wskazywali swojego faworyta, a później z czwórki kandydatów typowali 11. finalistę. Zmieniła także dopuszczalną liczbę osób na scenie i wprowadziła możliwość używania chórków nagranych na taśmie. Do konkursu zostało dopuszczonych 28 uczestników: Agnes Carlsson, Alcazar, Amy Diamond, Anna Sahlene i Maria Haukaas Storeng, Bodies Without Organs, Caroline af Ugglas, Cookies 'N' Beans, Emilia Rydberg, H.E.A.T., Jennifer Brown, Jonathan Fagerlund, Lasse Lindh i Bandet, Lili i Susie, Maja Gullstrand, Måns Zelmerlöw, Mikael Rickfors, Molly Sandén, Next 3, Nina Söderquist, kolektyw Rigo, The Topaz Sound i Red Fox, Sarah Dawn Finer, Scotts, Shirley Clamp, Sofia, Star Pilots, Susanne Alfvengren, Thorleifs i Velvet oraz zdobywcy „dzikich kart”: Marie Serneholt, Markoolio, E.M.D. i Malena Ernman. Półfinały odbyły się 7, 14, 21 i 28 lutego, runda dogrywkowa – 7 marca, a finał – 14 marca. W finale zwyciężyła Malena Ernman z utworem „La voix” Fredrika Kempe, zajmując pierwsze miejsce w głosowaniu widzów, choć dopiero ósme w głosowaniu jurorów regionalnych i międzynarodowych. 16 maja zajęła 21. miejsce w finale Konkursu Piosenki Eurowizji w Moskwie. Na scenie towarzyszyli jej chórzyści: Dea Norberg, Jessica Marberger, Tine Matulessy, Malin Nilsson i Anna Maria Hallgarn. Głównym pomysłem wizualnym występu była gra kontrastów. Ernman miała na sobie białą suknię projektu Camilli Thulin, a chórek śpiewający i tańczący wokół niej ubrany był w czarne garnitury i pod koniec założył teatralne maski ozdobione kryształami, co – w połączeniu z zielono-żółtymi oświetleniem LED i plastikowymi konstrukcjami symbolizującymi kryształy lodu – stworzyło „mroźną” atmosferę. Ernman po ogłoszeniu wyników finału Eurowizji wskazała, że na scenie czuła się świetnie, a osiągnięty wynik jest takim, jakiego się spodziewała.

### Lata 2010–2019
SVT przed Melodifestivalen 2010 zrezygnowała z międzynarodowej komisji jurorskiej, która wybierała 11. finalistę, a zamiast tego przeprowadziła osobny konkurs internetowy, którego zwycięzca (zespół MiSt) został dopuszczony do stawki konkursowej festiwalu. Razem z MiSt w programie wzięło udział 27 wykonawców: Ola Svensson, Jenny Silver, Linda Pritchard, Pain of Salvation, Anders Ekborg, Jessica Andersson, Frispråkarn, Salem Al Fakir (pierwszy półfinał), Eric Saade, Andra Generationen i Dogge Doggelito, Anna-Maria Espinosa, Pauline Kamusewu, Andreas Johnson, Kalle Moraeus i Orsa Spelmän oraz Hanna Lindblad (drugi półfinał), Alcazar, Johannes Bah Kuhnke, Elin Lanto, Erik Linder, Getty Domein, Timoteij, Darin i Crucified Barbara (trzeci półfinał) oraz Sibel, Py Bäckman, NEO, Lovestoned, Anna Bergendahl, Pernilla Wahlgren, Noll disciplin i Peter Jöback (czwarty półfinał), przy czym „dzikie karty” od SVT dostali: Darin, Salem Al Fakir, Peter Jöback i Pauline Kamusewu. Półfinały festiwalu odbyły się 6, 13, 20 i 27 lutego, runda półfinałowa – 6 marca, a finał – 13 marca. W finale zwyciężyła Anna Bergendahl z utworem „This Is My Life”. 27 maja zajęła 11. miejsce w drugim półfinale 55. Konkursu Piosenki Eurowizji w Oslo i jako pierwszą od 34 lat reprezentantka Szwecji nie przeszła do finału; do awansu zabrakło jej sześciu punktów.

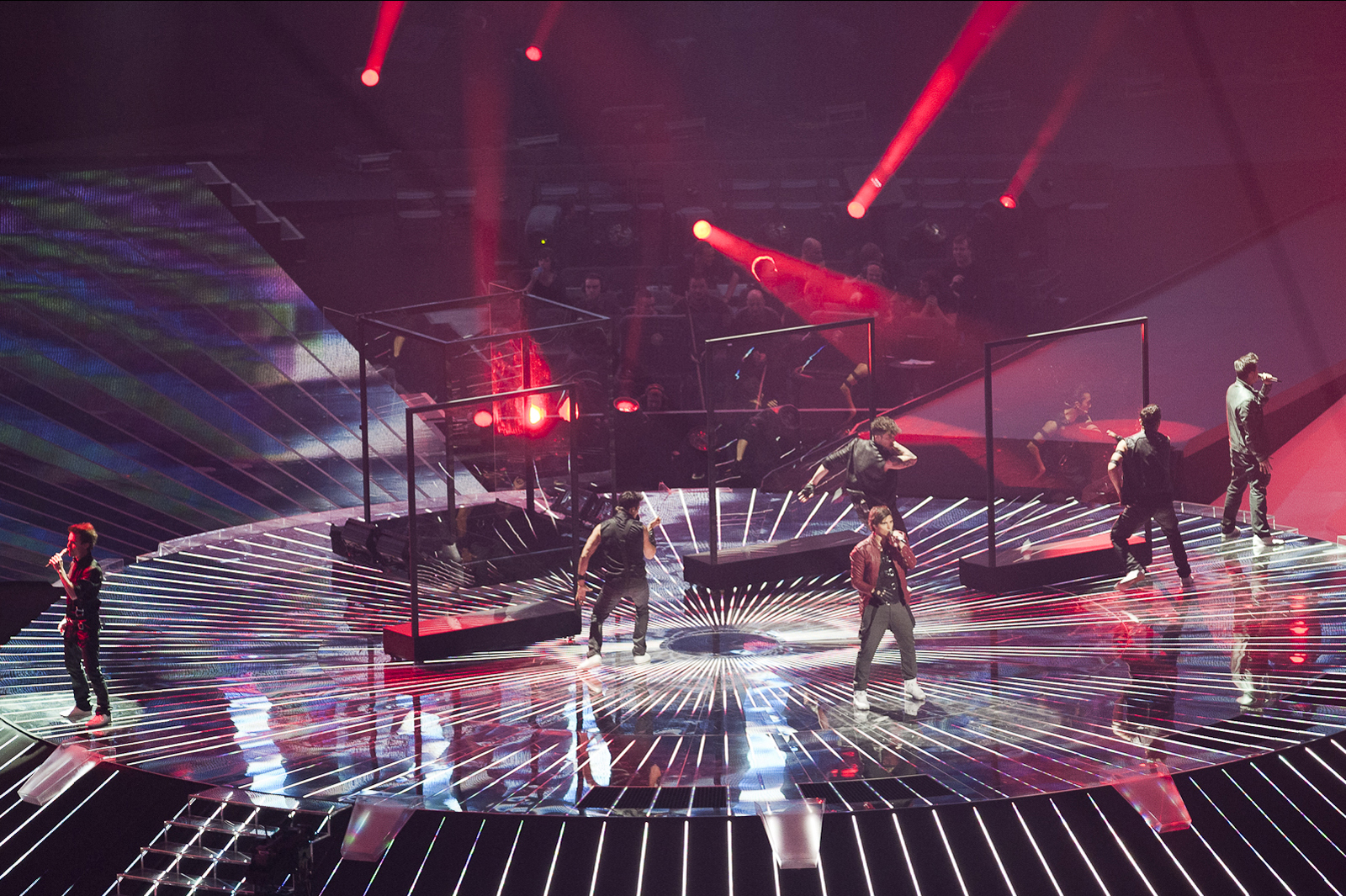
Eric Saade w 56. Konkursie Piosenki Eurowizji (2011)

22 i 29 listopada 2010 SVT opublikowała listę półfinalistów Melodifestivalen 2011, którymi zostali: Julia Alvgard i Jonas Matsson (zwycięzcy internetowego konkursu), Anders Fernette, Anniela, Babsan, Brolle, Christian Walz, Danny Saucedo, Dilba, Elisabeth Andreassen, Eric Saade, Jenny Silver, Lasse Stefanz, Le Kid, Linda Bengtzing, Linda Sundblad, Loreen, Love Generation, Melody Club, Nicke Borg, Pernilla Andersson, Rasmus Viberg, Sanna Nielsen, Sara Lumholdt, Sara Varga, Sebastian, Shirley's Angels, Simon Forsberg, Swingfly, The Moniker i The Playtones. Półfinały odbyły się 5, 12, 19 i 26 lutego, runda dogrywkowa – 5 marca, a finał – 12 marca. SVT zmieniła sposób głosowania jurorów w finale – na miejsce komisji regionalnej wprowadziła jurorów międzynarodowych (z Rosji, Ukrainy, Chorwacji, Grecji, Malty, San Marino, Francji, Niemiec, Wielkiej Brytanii, Irlandii i Norwegii). W finale zwyciężył Eric Saade z utworem „Popular”. 12 maja z pierwszego miejsca awansował do rozgrywanego dnwa dni później finału 56. Konkursu Piosenki Eurowizji, w którym zajął trzecie miejsce. W trakcie występów rozbijał na scenie szklaną klatkę.

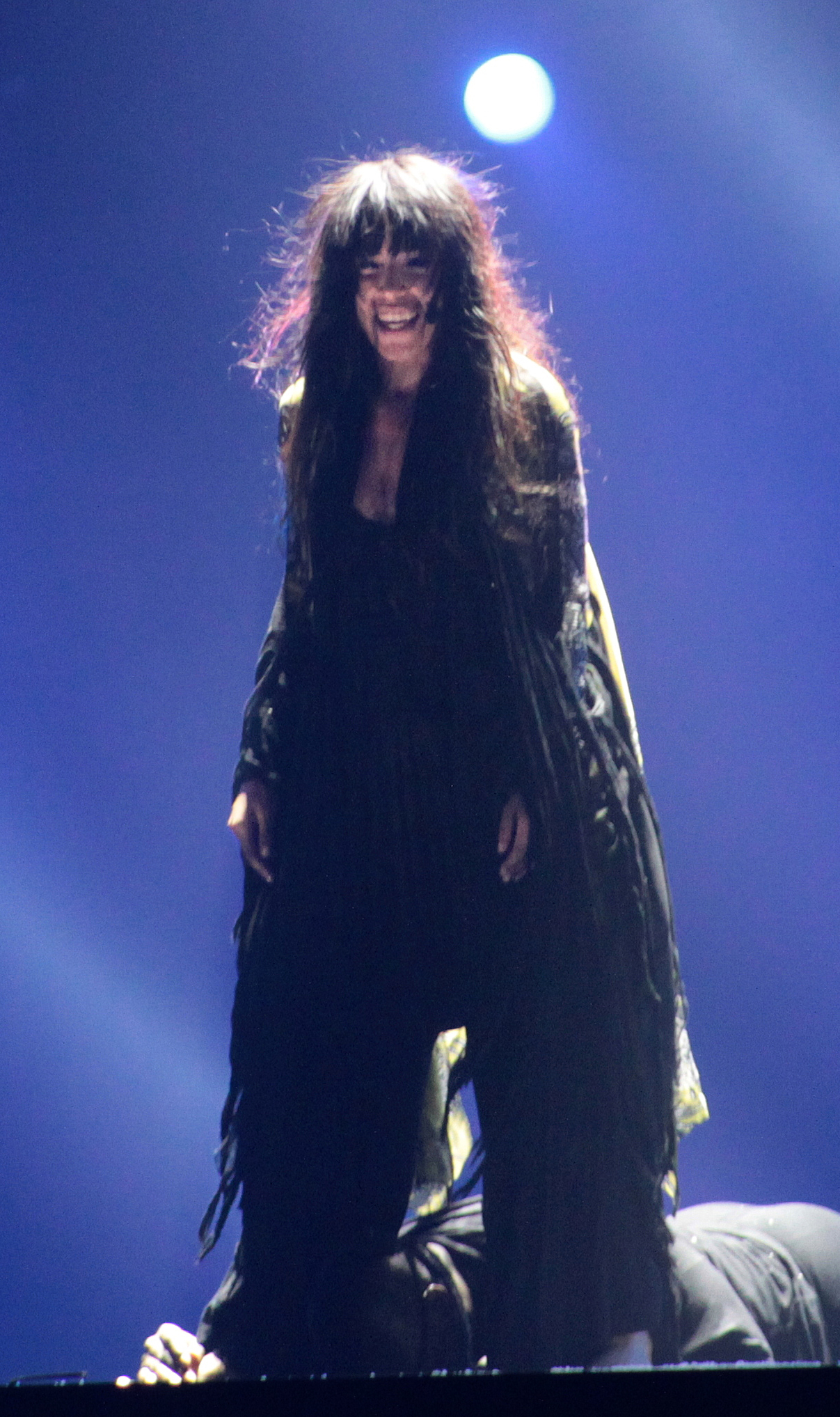
Loreen w 57. Konkursie Piosenki Eurowizji w Baku (2012)

SVT 22 i 30 listopada 2011 opublikowała listę 32 półfinalistów Melodifestivalen 2012, który zostali: Abalone Dots, Afro-Dite, Andreas Johnson, Andreas Lundstedt, Axel Algmark, Björn Ranelid i Sara Li, Carolina Wallin Pérez, Charlotte Perrelli, Danny Saucedo, David Lindgren, Dead by April, Dynazty, Hanna Lindblad, Lisa Miskovsky, Loreen, Lotta Engberg i Christer Sjögren, Love Generation, Marie Serneholt, Maria BenHajji (zwyciężczyni konkursu internetowego), Mattias Andréasson, Mimi Oh, Molly Sandén, OPA!, Sean Banan, Sonja Aldén, The Moniker, Thomas Di Leva, Thorsten Flinck i Revolutionsorkestern, Timoteij, Top Cats, Ulrik Munther i Youngblood. Półfinały odbyły się 4, 11, 18 i 25 lutego, runda dogrywkowa – 3 marca, a finał – 10 marca. W finale zwyciężyła Loreen z utworem „Euphoria”, która była głównym faworytem do zwycięstwa w 57. Konkursie Piosenki Eurowizji w Baku. 24 maja 2012 zwyciężyła w finale, zdobywając łącznie 372 pkt. Piosenka stała się międzynarodowym przebojem i w latach 2012–2022 zajmowała pierwsze miejsce w corocznym plebiscycie ESC Radio Top250.
Dzięki wygranej Loreen prawo do organizacji 59. Konkursu Piosenki Eurowizji otrzymała telewizja SVT. Reprezentant gospodarzy został wybrany podczas Melodifestivalen 2013, który poprowadzili Danny Saucedo i Gina Dirawi. Półfinały festiwalu odbyły się 2, 9, 16 i 23 lutego, runda dogrywkowa – 2 marca, a finał – 9 marca. Uczestnikami konkursu zostali: David Lindgren, Cookies ’n’ Beans, Jay-Jay Johanson, Mary N’diaye, Eric Gadd, Yohio, Anna Järvinen, Michael Feiner i Caisa, Anton Ewald, Felicia Olsson, Joacim Cans, Swedish House Wives, Erik Segerstedt i Tone Damli, Louise Hoffsten, Rikard Wolff, Sean Banan, Eddie Razaz, Elin Petersson, Ravaillacz, Amanda Fondell, Martin Rolinski, Caroline af Ugglas, State of Drama, Janet Leon, Army of Lovers, Lucia Piñera, Robin Stjernberg, Sylvia Vrethammar, Ralf Gyllenhammar, Behrang Miri, Terese Fredenwall i Ulrik Munther. Do finału awansowało po dwóch najlepiej ocenionych uczestników każdego z półfinału oraz zwycięzca rundy dogrywkowej – Robin Stjernberg, który z utworem „You” zwyciężył w finale Melodifestivalen. 18 maja zajął 14. miejsce w finale Eurowizji 2013.

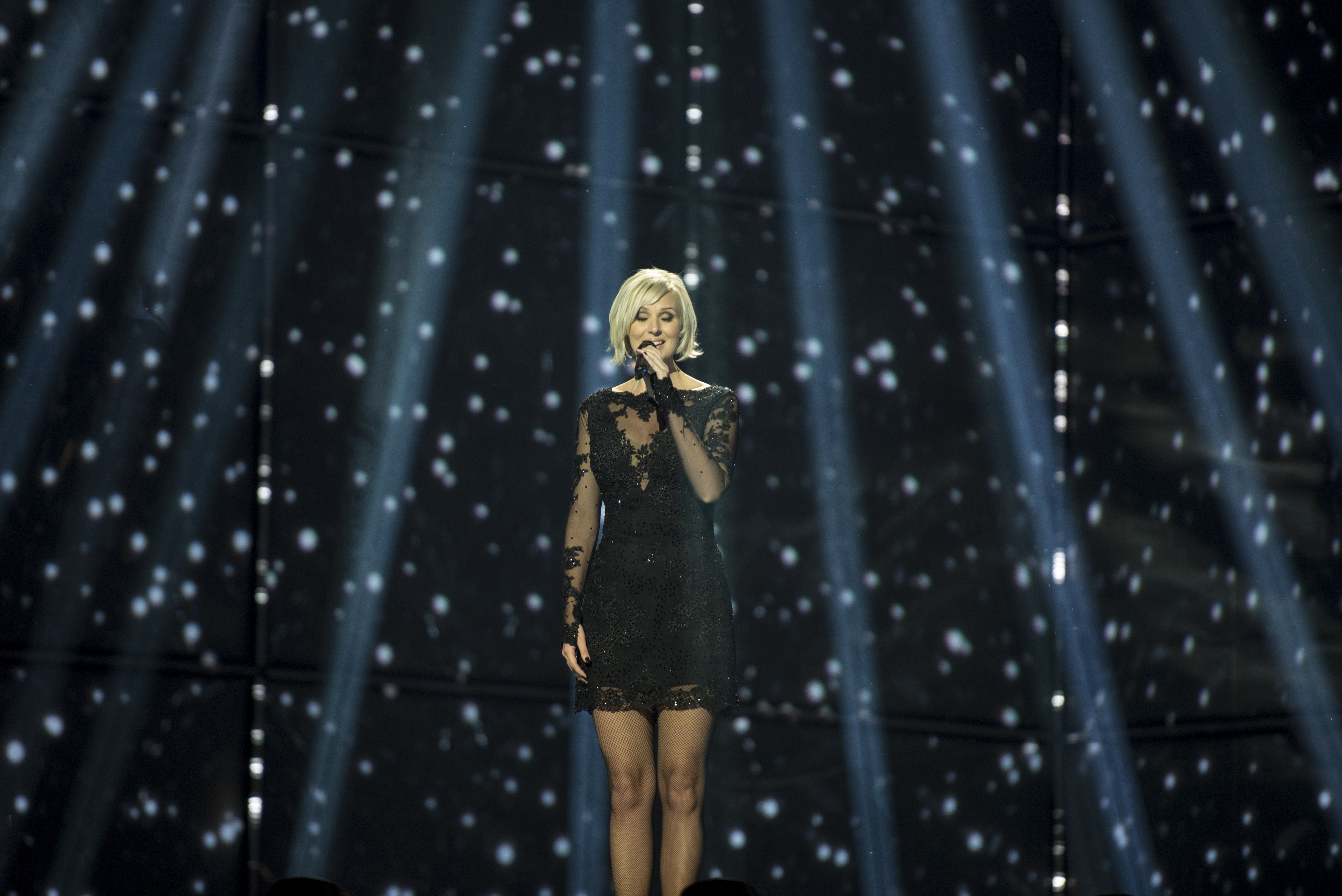
Sanna Nielsen w 59. Konkursie Piosenki Eurowizji w Kopenhadze (2014)

Do selekcji Melodifestivalen 2014 zgłoszono 2628 propozycji, spośród których komisja jurorska (składająca się z profesjonalnych muzyków) wybrała 15 półfinalistów, a SVT – kolejnych 16 uczestników. W półfinałach wzięło udział 32 uczestników: Mahan Moin, Alvaro Estrella, Linus Svenning, Sylvester Schlegel, Elisa Lindström, Ellen Benediktson, Songbird, Elena Paparizou, Yohio, Panetoz, Manda, Pink Pistols, JEM, Martin Stenmarck, Little Great Things, The Refreshments, Sanna Nielsen, Dr. Alban i Jessica Folcker, Shirley Clamp, Ace Wilder, Outtrigger, Cajsa Stina Åkerström, Oscar Zia, Alcazar, Ellinore Holmer, I.D.A., Josef Johansson, Janet Leon, Anton Ewald, Ammotrack, Linda Bengtzing oraz grupa Eko (zwycięzcy radiowego konkursu Svensktoppen nästa zorganizowanego przez Swedish Radio P4). Półfinały Melodifestivalen 2014 odbyły się , 8, 15 i 22 lutego, runda dogrywkowa – 1 marca, a finał – 8 marca. Wszystkie koncerty poprowadzili Nour El Refai i Anders Jansson. W finale zwyciężyła Sanna Nielsen z utworem „Undo”, która przed finałem Eurowizji była głównym faworytem do wygrania w konkursie. 10 maja zajęła trzecie miejsce w finale Eurowizji 2014.

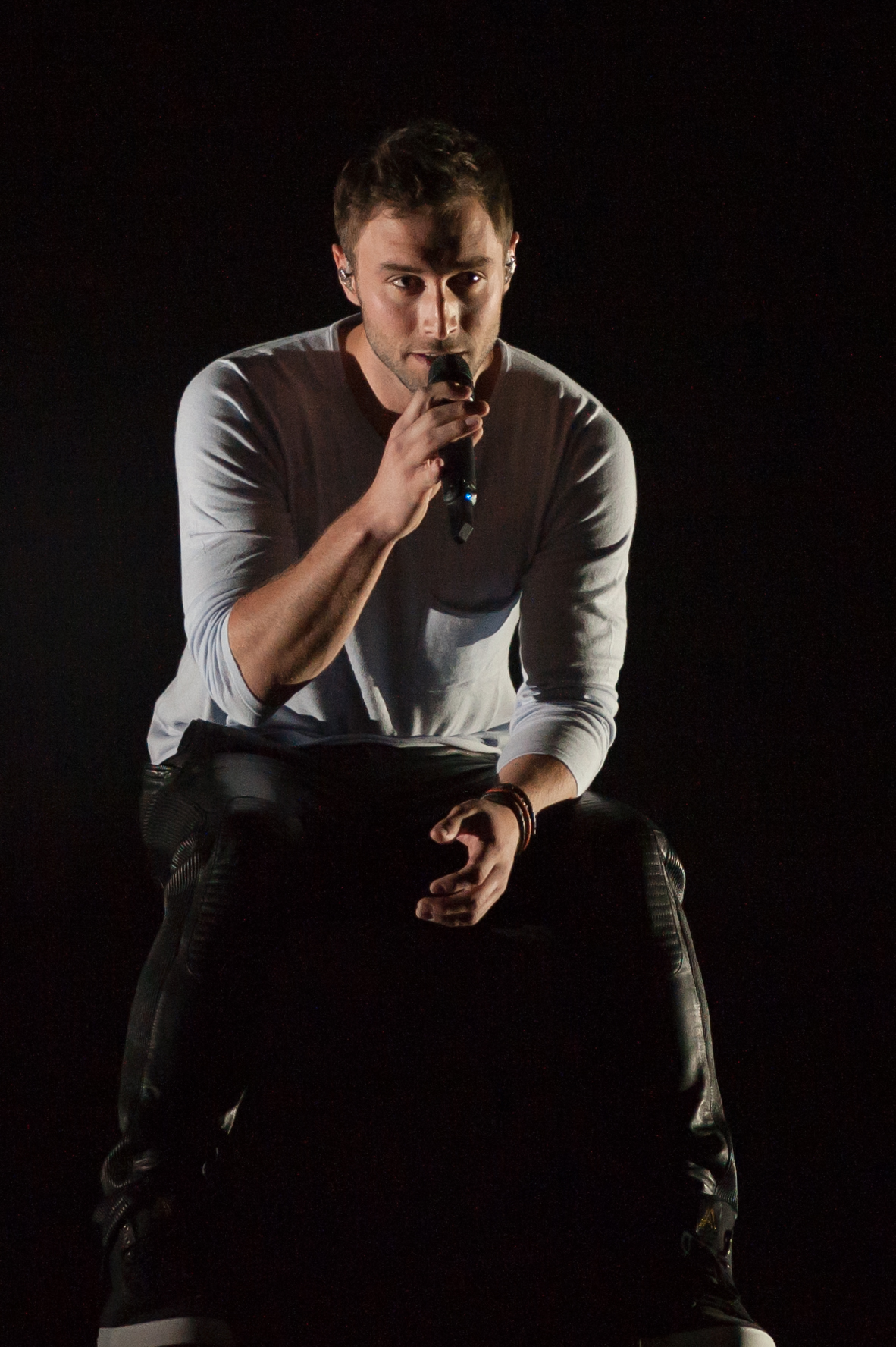
Måns Zelmerlöw w 60. Konkursie Piosenki Eurowizji w Wiedniu (2015)

SVT pod koniec maja 2014 potwierdziła udział w 60. Konkursie Piosenki Eurowizji w Wiedniu. Christer Björkman (producent Melodifestivalen) poinformował we wrześniu 2014 o zmniejszeniu stawki konkursowej krajowych eliminacji do 28 utworów i dopuszczeniu do finału 12 piosenek. W półfinałach wystąpili: Jessica Andersson, Behrang Miri feat. Victor Crone, Dolly Style, Molly Pettersson Hammar, Elize Ryd i Rickard Söderberg, Daniel Gildenlöw, Eric Saade, Mariette, Emelie Irewald, Linus Svenning, Samir i Viktor, Neverstore, Magnus Carlsson, Marie Bergman i Sanne Salomonsen, Andreas Weise, Isa, Kalle Johansson (zwycięzca konkursu Svensktoppen Nästa 2014), Kristin Amparo, Ellen Benediktson, Jon Henrik Fjällgren, Andreas Johnson, Caroline Wennergren, JTR, Midnight Boy, Annika Herlitz, Hasse Andersson, Måns Zelmerlöw i Dinah Nah. Festiwal trwał od 7 lutego do 14 marca, a wszystkie koncerty poprowadzili Sanna Nielsen i Robin Paulsson. W finale zwyciężył Måns Zelmerlöw z utworem „Heroes”, który zajął pierwsze miejsce i w głosowaniu komisji jurorskiej, i u telewidzów, od których otrzymał ponad 40% głosów, czym ustanowił nowy rekord największego poparcia w głosowaniu (uprzednio należał on do Loreen); zwyciężył z 149-punktową przewagą nad zdobywcą drugiego miejsca (Jonem Henrikiem Fjällgrenem), co przyczyniło się do osiągnięcia przez niego największej różnicy punktowej między pierwszą a drugą lokatą finałową. Jeszcze przed finałem Melodifestivalen pojawiły się spekulacje, że zwycięska piosenka jest plagiatem „Lovers on the Sun” Davida Guetty, jednak Zelmerlöw zaprzeczył podejrzeniom. Twórcy prezentacji scenicznej i wizualizacji do utworu, Fredrikowi „Benke” Rydanowi, za to zarzucano inspiracje teledyskiem do piosenki „The Alchemy of Light” A DandyPunka. Rydan przyznał, że inspirował się pracą innych twórców, ale zaprzeczył popełnieniu plagiatu. EBU mimo to zleciła reprezentantowi zmianę oprawy scenicznej podczas występu na Eurowizji. 23 maja Zelmerlöw zwyciężył w finale konkursu po zdobyciu 365 pkt.

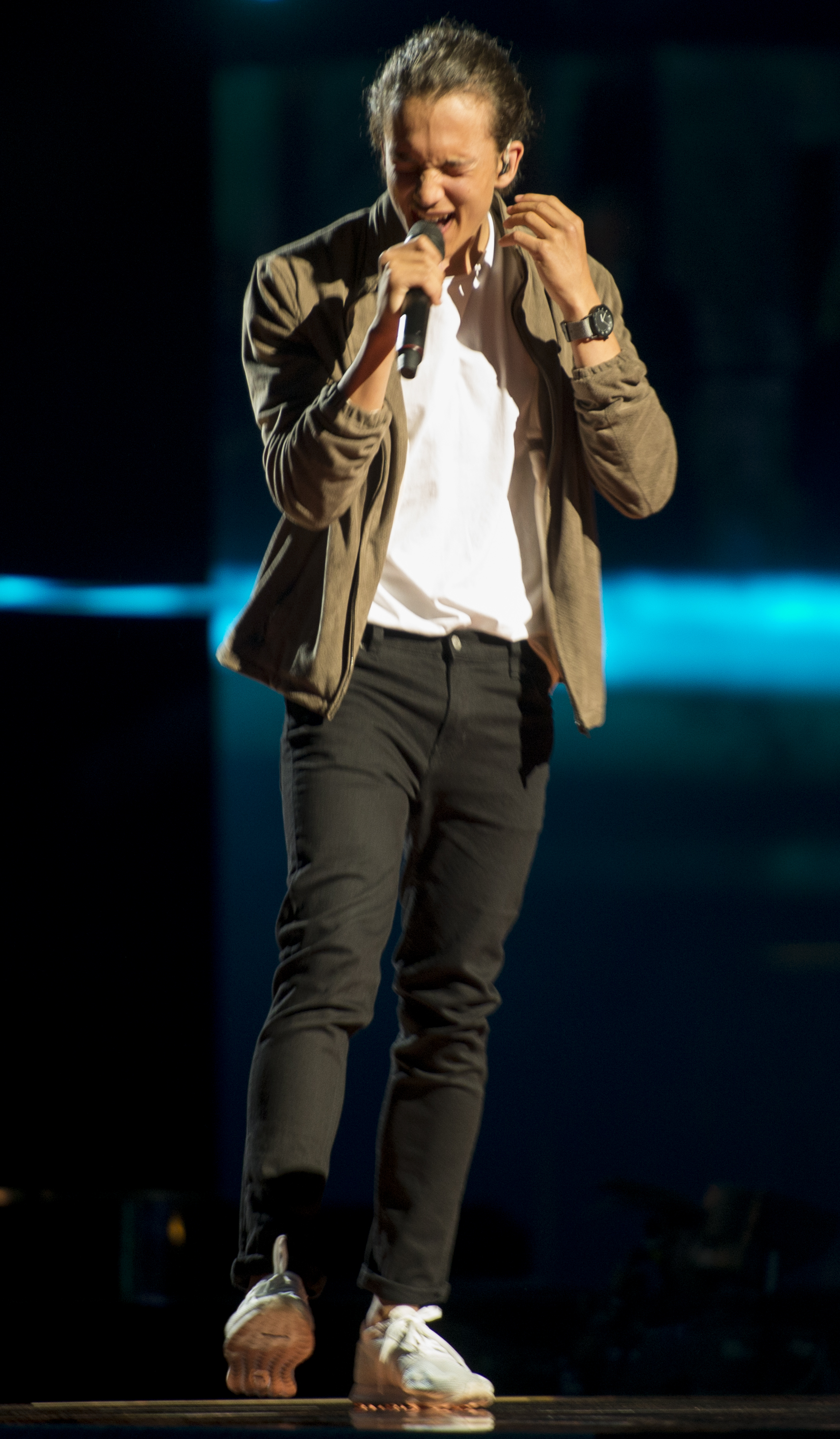
Frans w 61. Konkursie Piosenki Eurowizji w Sztokholmie (2016)

Dzięki wygranej Månsa Zelmerlöwa SVT otrzymała prawa do organizacji konkursu w 2016. Reprezentanta Szwecji wybrała poprzez program Melodifestivalen 2016, który odbył się od 6 lutego do 12 marca 2016. Do udziału w eliminacjach zgłoszono 2 450 propozycji, a pod koniec listopada ujawniono 28 uczestników, którymi zostali: Mimi Werner, Samir i Viktor, Robin Bengtsson, Ace Wilder, Anna Book, Pernilla Andersson, Albin i Mattias Andréasson, Victor och Natten, Krista Siegfrids, Molly Pettersson Hammar, Patrik Isaksson, Tommy Nilsson i Uno Svenningsson, Isa, Wiktoria, David Lindgren, Oscar Zia, SaRaha, After Dark, Lisa Ajax, Boris René, SMAILO, Swingfly (z Heleną Gutarr), Martin Stenmarck, Panetoz, Frans, Linda Bengtzing, Dolly Style, Eclipse i Molly Sandén. Dzień przed rozegraniem pierwszego półfinału Anna Book została zdyskwalifikowana z festiwalu, bo jej utwór „Himmel för två” został zgłoszony do mołdawskich eliminacji eurowizyjnych w 2014 (jako „Taking Care of a Broken Heart” w wykonaniu Felicii Dunaf). Piosenkarka mimo to zaśpiewała podczas pierwszego półfinału, ale poza konkursem. W finale festiwalu zwyciężył Frans z utworem „If I Were Sorry”, z którym 14 maja zajął piąte miejsce w finale Eurowizji 2016.

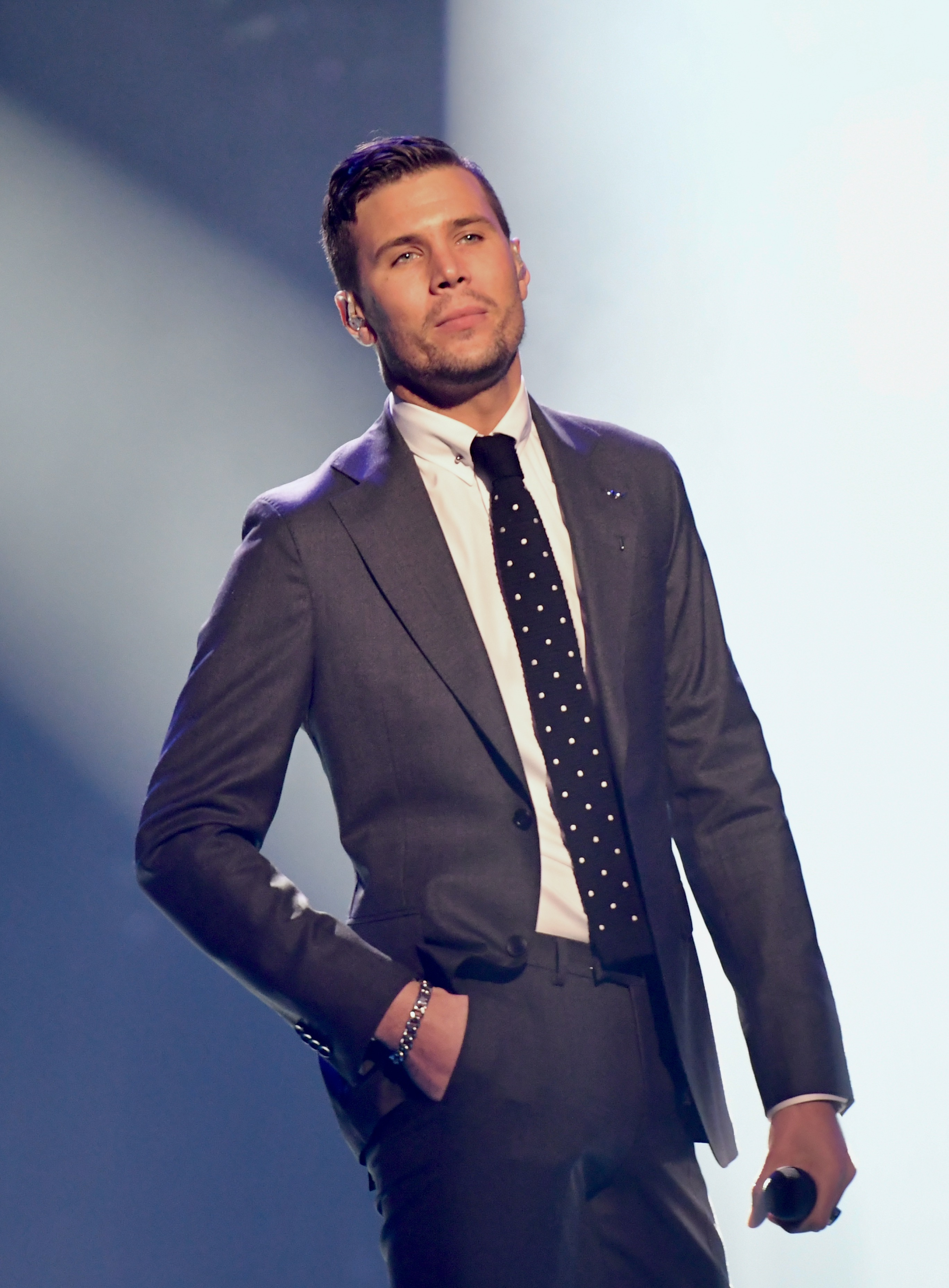
Robin Bengtsson w Melodifestivalen 2017

W 2017 reprezentant Szwecji w 62. Konkursie Piosenki Eurowizji został wybrany w programie Melodifestivalen 2017, który odbywał się od 4 lutego do 11 marca 2017. Wszystkie koncerty festiwalowe poprowadzili Clara Henry, David Lindgren i Hasse Andersson. W eliminacjach wystartowało 28 wykonawców: Boris René, Adrijana Krasniqi, Dinah Nah, De Vet Du, Charlotte Perrelli, Ace Wilder, Nano, Mariette, Roger Pontare, Etzia, Allyawan, Dismissed, Lisa Ajax, Benjamin Ingrosso, Robin Bengtsson, Krista Siegfrids, Anton Hagman, Jasmine Kara, Owe Thörnqvist, Bella i Filippa, FO&O, Jon Henrik Fjällgren i Aninia, Alice, Les Gordons, Wiktoria, Axel Schylström, Sara Varga i Juha Mulari oraz Loreen. W finale zwyciężył Robin Bengtsson z utworem „I Can’t Go On”, z którym zajął pierwsze miejsce w głosowaniu jurorów i drugie miejsce u telewidzów. 13 maja zajął piąte miejsce w finale 62. Konkursu Piosenki Eurowizji w Kijowie, uzsykując 344 pkt, w tym 126 pkt od widzów (8. miejsce) i 218 pkt od jury (3. miejsce).

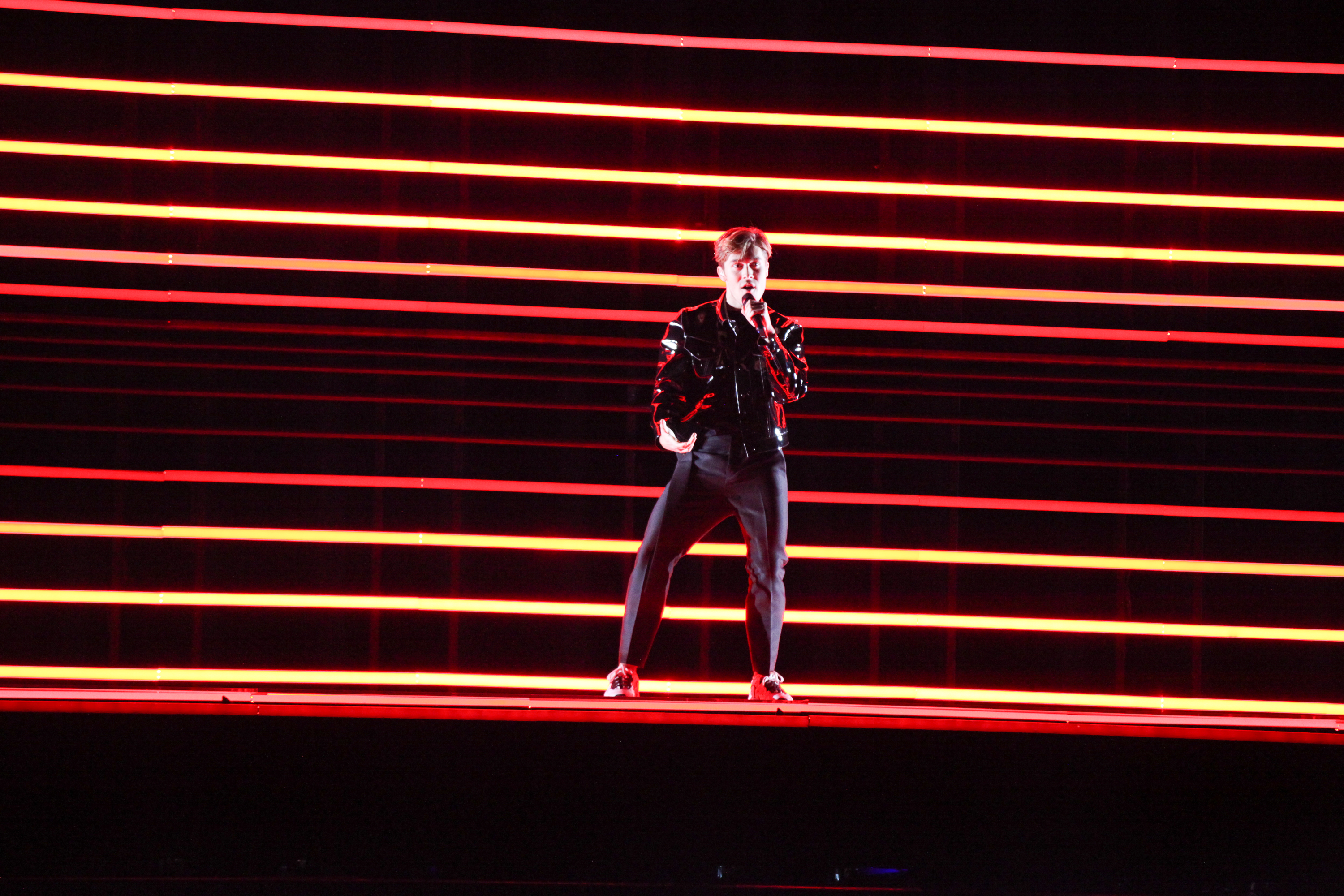
Benjamin Ingrosso w 63. Konkursie Piosenki Eurowizji w Lizbonie (2018)

SVT latem 2017 potwierdziła udział w 63. Konkursie Piosenki Eurowizji w Lizbonie i ogłosiła regulamin Melodifestivalen 2018. Koncerty festiwalowe prowadził David Lindgren. SVT otrzymała 2771 zgłoszeń i spośród nich wybrała 28 półfinalistów, którymi zostali: Renaida, Benjamin Ingrosso, Edward Blom, John Lundvik, Kikki Danielsson, Sigrid Bernson, Kamferdrops (pierwszy półfinał), Ida Redig, Jonas Gardell, Margaret, Liamoo, Samir i Viktor, Mimi Werner, Stiko Per Larsson (drugi półfinał), Martin Almgren, Dotter, Méndez, Moncho, Kalle Moraeus i Orsa Spelmän, Jessica Andersson, Barbi Escobar (trzeci półfinał), Elias Abbas, Emmi Christensson, Felicia Olsson, Felix Sandman, Jessica Andersson, Mariette, Olivia, Rolandz i Sigrid Bernson (czwarty półfinał). W finale zwyciężył Benjamin Ingrosso z utworem „Dance You Off”. 12 maja zajął siódme miejsce w finale Eurowizji 2018 po zdobyciu 274 pkt, w tym 253 pkt od jurorów (2. miejsce) i 21 pkt od telewidzów (23. miejsce).
Po zwycięstwie Netty w konkursie w 2018 i możliwości organizacji następnego finału w Jerozolimie wielu mieszkańców Szwecji nawoływało do bojkotu Eurowizji. SVT mimo to w maju 2018 potwierdziła udział w 64. Konkursie Piosenki Eurowizji organizowanym w Tel Awiwie, a niedługo później ogłosiła regulamin Melodifestivalen 2019. Półfinały festiwalu odbyły się 2, 9, 16 i 23 lutego, runda dogrywkowa – 2 marca, a finał – 9 marca. Koncerty poprowadzili: Eric Saade, Marika Carlsson, Sarah Dawn Finer i Kodjo Akolor. 27 listopada podczas konferencji prasowej SVT ujawniła listę 28 półfinalistów, którymi zostali: Anna Bergendahl, Nano, Mohombi, Zeana i Anis Don Demina, Arja Saijonmaa, High15, Wiktoria (pierwszy półfinał), Andreas Johnson, Hanna Ferm i Liamoo, Malou Prytz, Oscar Enestad, Jan Malmsjö, Vlad Reiser, Margaret (drugi półfinał), Dolly Style, Martin Stenmarck, Jon Henrik Fjällgren, Omar, The Lovers Of Valdaro, Lina Hedlund, Rebecka Karlsson, Arvingarna, Anton Hagman, Ann-Louise Hansson, Bishara, Pagan Fury i John Lundvik (czwarty półfinał). W finale zwyciężył John Lundvik z utworem „Too Late for Love”, z którym 18 maja zajął piąte miejsce w finale Eurowizji 2019 po zdobyciu 334 punktów, w tym 241 pkt od jurorów (2. miejsce) i 93 pkt od telewidzów (9. miejsce). Podczas występów na Eurowizji wspomagały go chórzystki: Ashley Haynes, Loulou Lamotte, Dinah Yonas Manna i Paris Renita z zespołu The Mamas.

### Lata 2020–2029

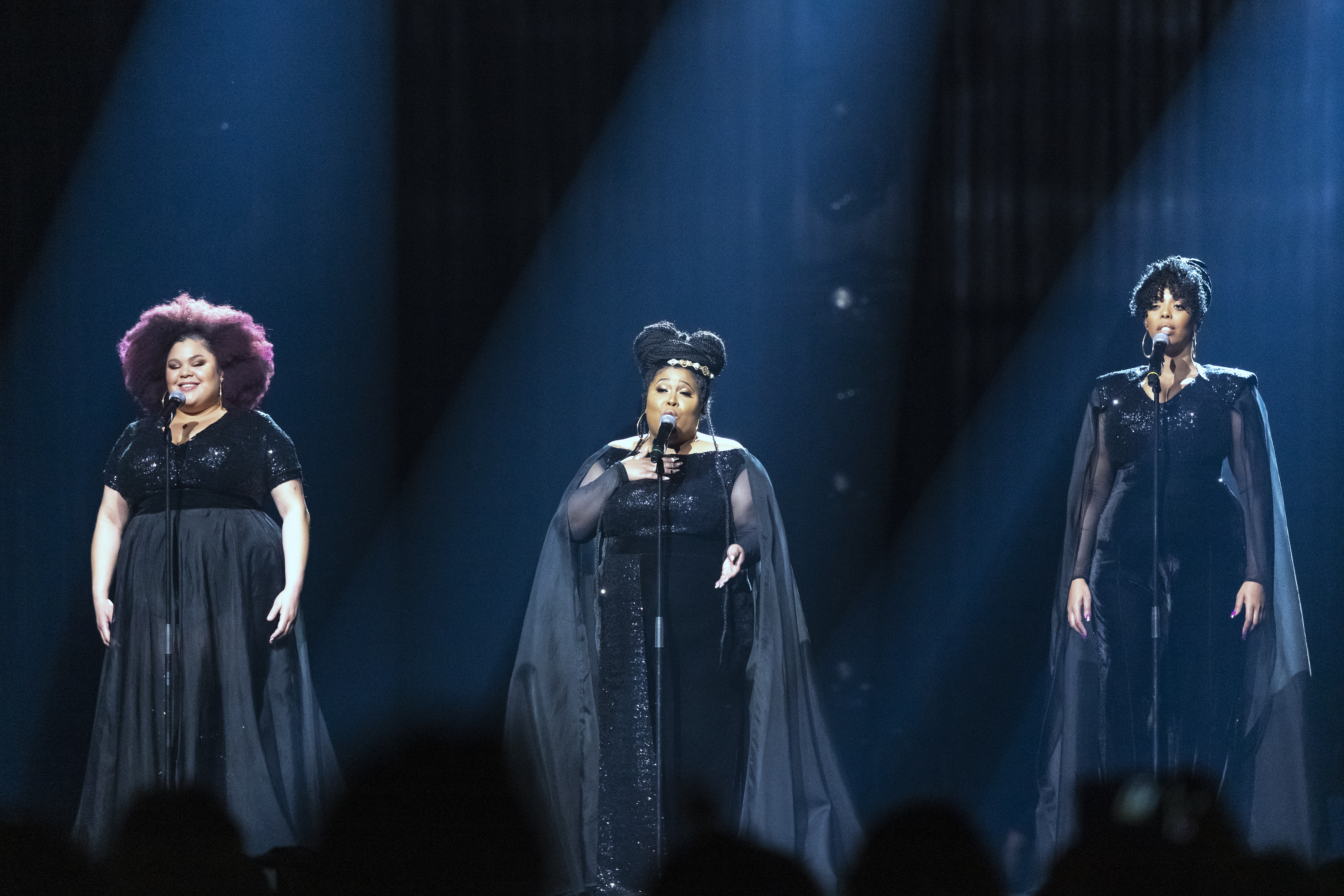
The Mamas podczas Melodifestivalen 2020

Telewizja szwedzka w maju 2019 potwierdziła start w Konkursie Piosenki Eurowizji 2020. Reprezentant kraju został wyłoniony w programie Melodifestivalen 2020, do którego zostało zakwalifikowanych 28 uczestników: Albin Johnsén, Amanda Aasa, Anis don Demina, Anna Bergendahl, Dotter, Drängarna, Ellen Benediktson i Simon Peyron, Faith Kakembo	Felix Sandman, Frida Öhrn, Hanna Ferm, Jakob Karlberg, Klara Hammarström, Linda Bengtzing, Malou Prytz, Mariette Hansson, Méndez i Alvaro Estrella, Mohombi, Nanne Grönvall, OVÖ, Paul Rey, Robin Bengtsson, Sonja Aldén, Suzi P, The Mamas, Thorsten Flinck i Victor Crone. Zasady konkursu nie uległy zmianom, a do finału – rozegranego 7 marca 2020 we Friends Arena – awansowali: Victor Crone, Paul Rey, The Mamas, Mohombi, Hanna Ferm, Méndez i Alvaro Estrella, Dotter, Robin Bengtsson, Mariette, Felix Sandman, Anna Bergendahl i Anis Don Demina. W głosowaniu międzynarodowej komisji jurorskiej (w składzie: Tali Eshkoli, Marvin Dietmann, Anush Ter-Ghukasyan, Paul Clarke, Clas Romander, Selma Björnsdóttir, Bruno Berberes, Getty Kaspers) i telewidzów zwyciężył zespół The Mamas z utworem „Move”, za który otrzymały łącznie 137 pkt, w tym 65 pkt od jury (1. miejsce, ex aequo z Dotter i piosenką „Bulletproof”) i 72 pkt od telewidzów (1. miejsce z przewagą 1 pkt nad Dotter). Grupa miała wystąpić w pierwszym półfinale Eurowizji 2020, jednak w marcu konkurs został odwołany przez organizatorów w związku z pandemią COVID-19.

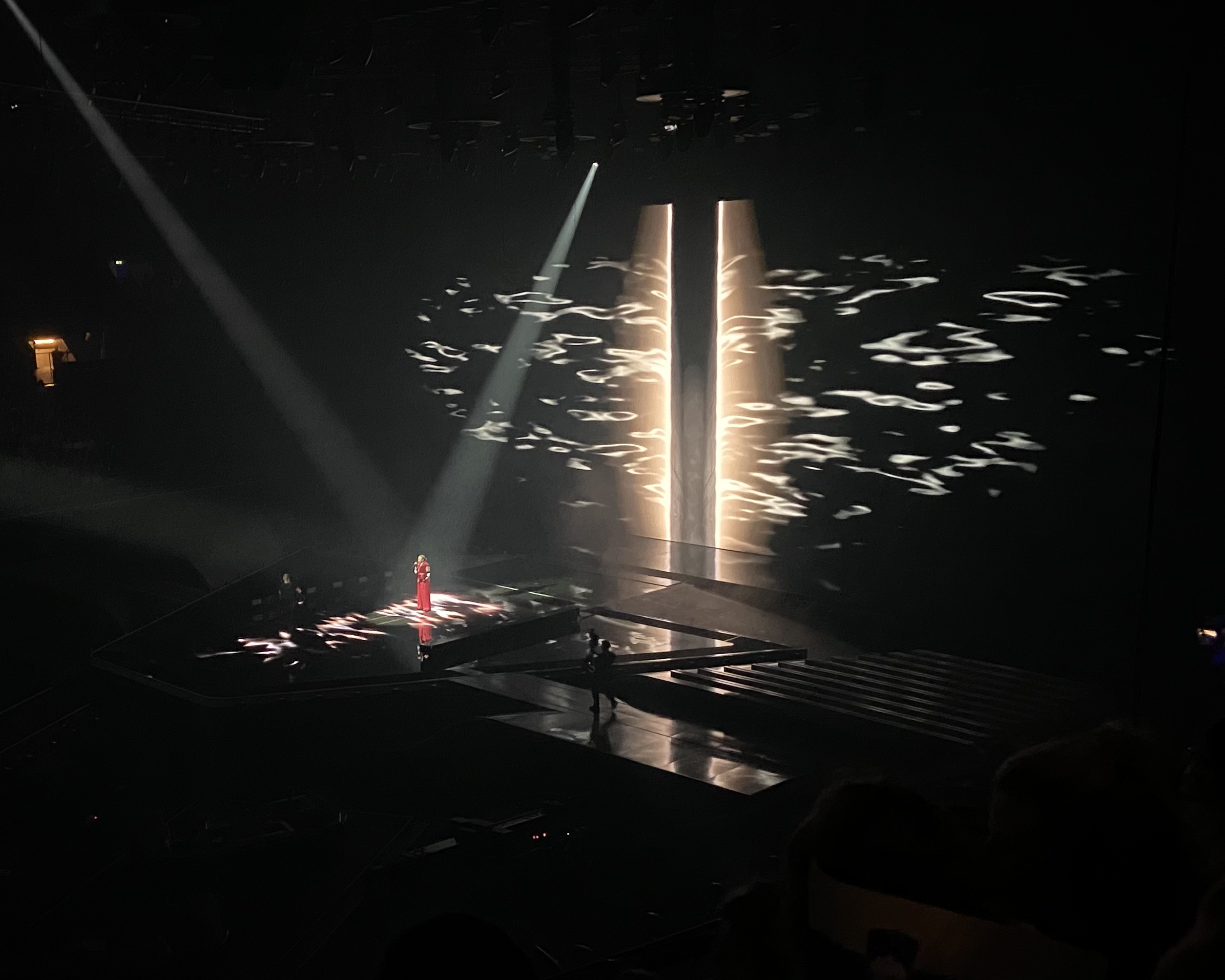
Tusse podczas 65. Konkursu Piosenki Eurowizji w Rotterdamie (2021)

Ze względu na pandemię COVID-19 w 2021 organizatorzy programu Melodifestivalen 2021 zrezygnowali z zaproszenia publiczności na koncerty, a wszystkie etapy konkursu wyjątkowo rozegrano w jednym miejscu – w hali Annexet w Sztokholmie. Do eliminacji zostało dopuszczonych 28 wykonawców: Alvaro Estrella, Anton Ewald, Arvingarna, Charlotte Perrelli, Clara Klingenström, Danny Saucedo, Dotter, Efraim Leo, Elisa, Emil Assergård, Eric Saade, Eva Rydberg i Ewa Roos, Frida Green, Jessica Andersson, Julia Alfrida, Kadiatou, Klara Hammarström, Lillasyster, Lovad, Mustasch, Nathalie Brydolf, Patrik Jean, Paul Rey, Sannex, Tess Merkel, The Mamas, Tusse oraz WAHL i SAMI. W finale, rozegranym 13 marca, największą liczbę punktów w głosowaniu międzynarodowej komisji jurorskiej (w składzie: Bruno Berberes, Klerat Duraj, Felix Bergsson, Tali Eshkoli, Simon Proctor, Zibbz, Alexia Moutafidu, Lars Lourenco) i telewidzów otrzymał Tusse z utworem „Voices”, za który otrzymał 175 pkt, w tym 79 pkt od jury (1. miejsce) i 96 pkt od widzów. 18 maja 2021 reprezentant wystąpił w pierwszym półfinale Eurowizji 2021 i z siódmego miejsca awansował do finału, który odbył się 22 maja. Zajął w nim 14. miejsce po zdobyciu 109 pkt, w tym 63 pkt od telewidzów (11. miejsce) i 46 pkt od jurorów (17. miejsce).

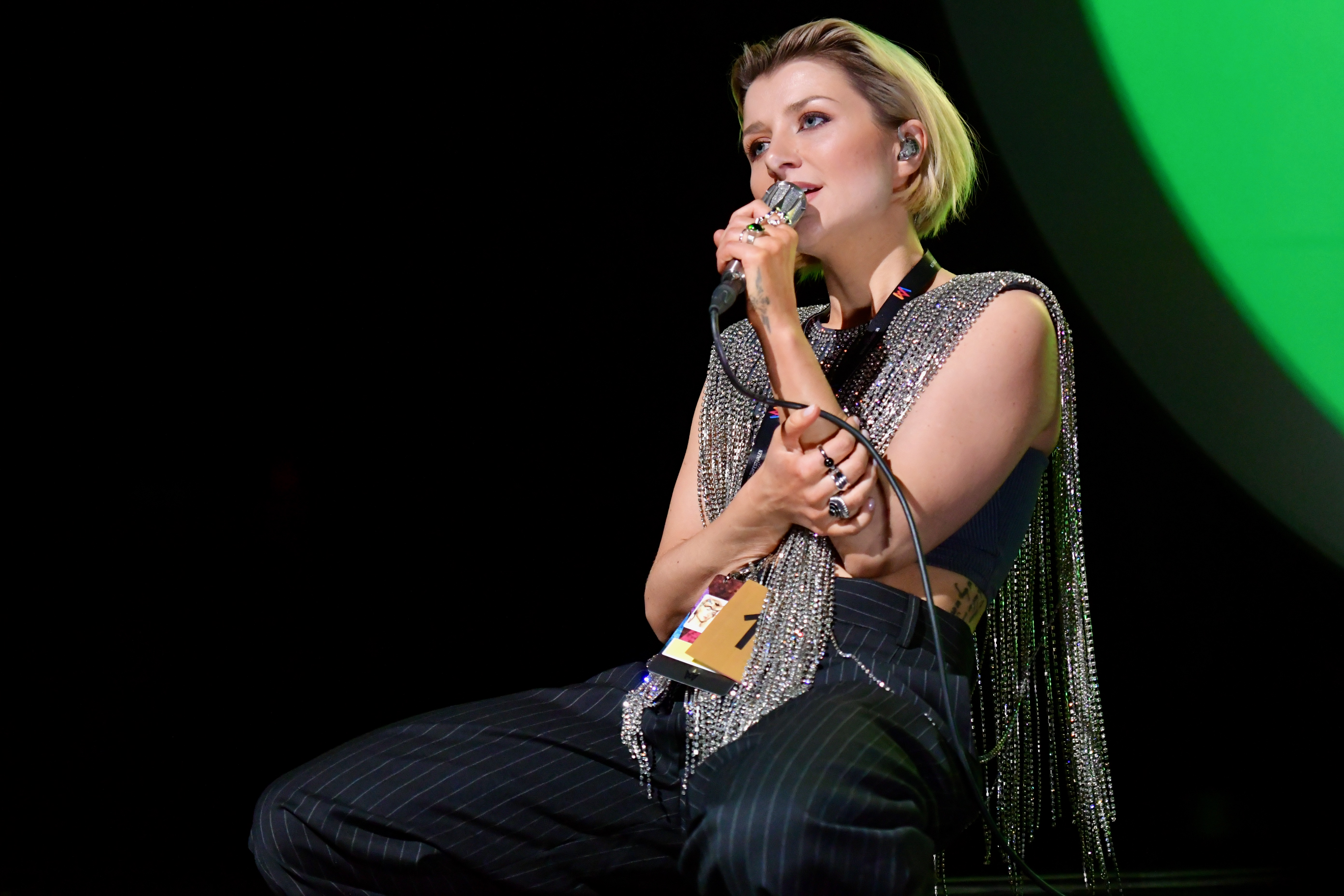
Cornelia Jakobs podczas Melodifestivalen 2022

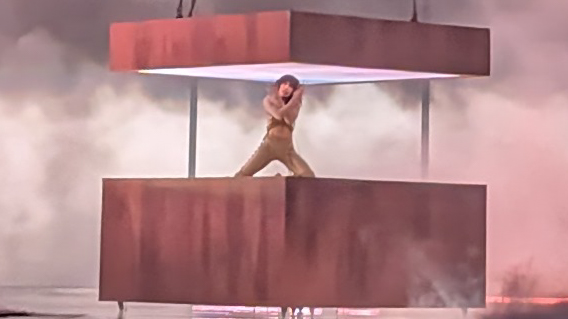
Loreen podczas 67. Konkursu Piosenki Eurowizji w Liverpoolu (2023)

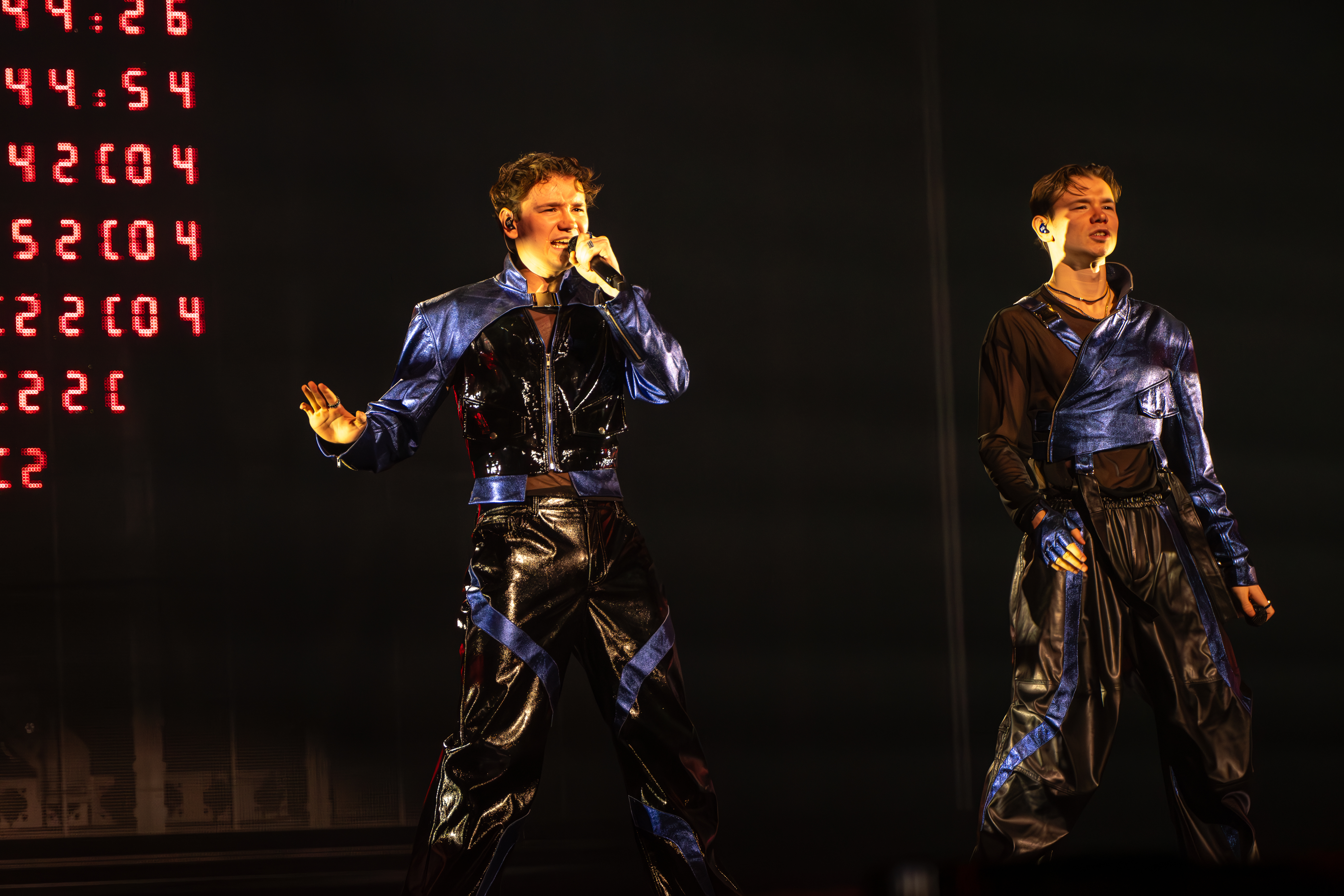
Marcus & Martinus podczas 68. Konkursu Piosenki Eurowizji w Malmö (2024)

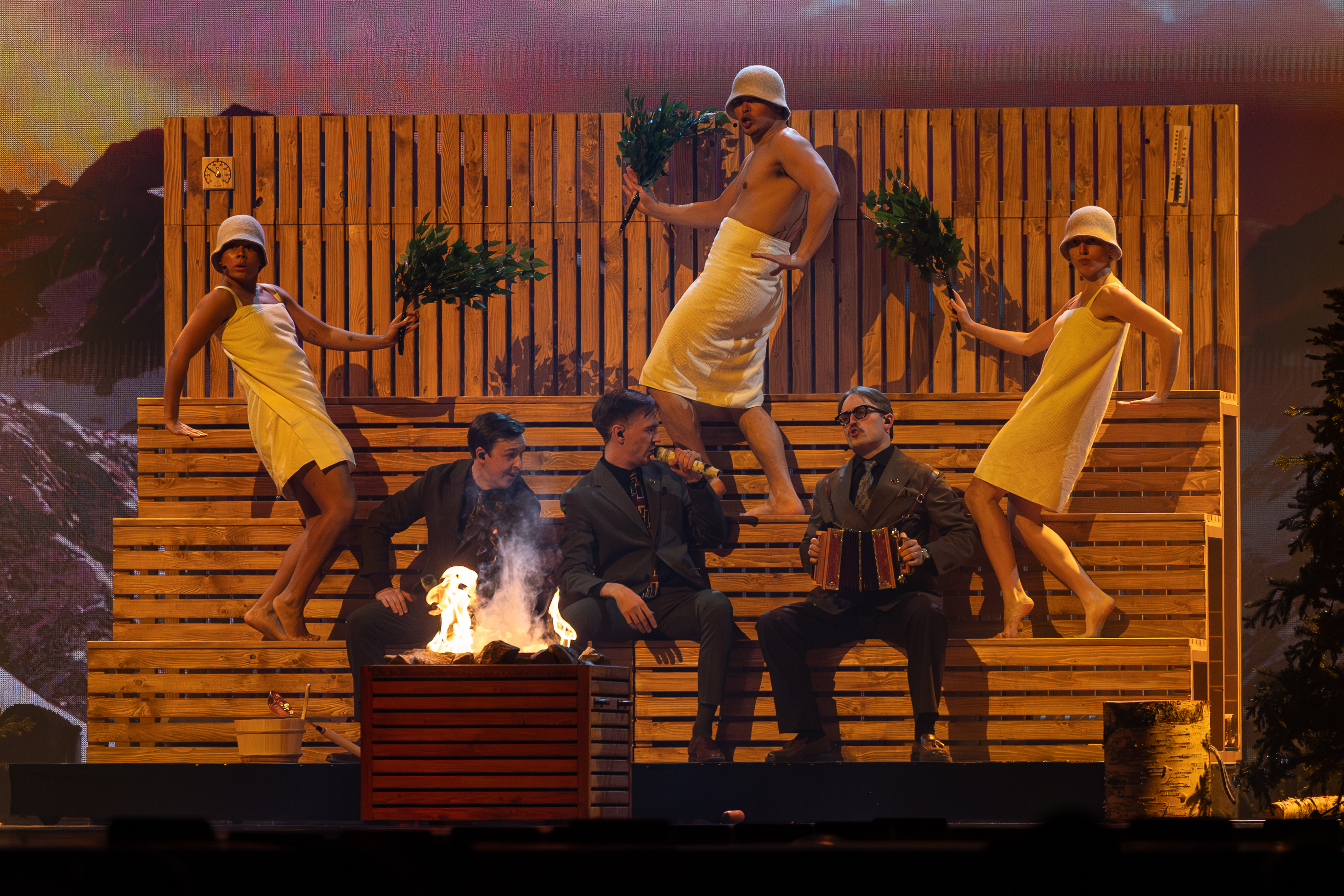
KAJ podczas 69. Konkursu Piosenki Eurowizji w Bazylei (2025)

## Uczestnictwo
Szwecja uczestniczy w Konkursie Piosenki Eurowizji od 1958. Poniższa tabela uwzględnia nazwiska wszystkich szwedzkich reprezentantów, tytuły konkursowych piosenek oraz wyniki w poszczególnych latach.
| Rok  | Wykonawca                        | Piosenka                              | Język                | Finał            | Finał            | Półfinał                    | Półfinał                    |
| Rok  | Wykonawca                        | Piosenka                              | Język                | Miejsce          | Punkty           | Miejsce                     | Punkty                      |
| ---- | -------------------------------- | ------------------------------------- | -------------------- | ---------------- | ---------------- | --------------------------- | --------------------------- |
| 1958 | Alice Babs                       | „Lilla stjärna”                       | szwedzki             | 4                | 10               | Brak rundy półfinałowej     | Brak rundy półfinałowej     |
| 1959 | Brita Borg                       | „Augustin”                            | szwedzki             | 9                | 4                | Brak rundy półfinałowej     | Brak rundy półfinałowej     |
| 1960 | Siw Malmkvist                    | „Alla andra får varann”               | szwedzki             | 10               | 4                | Brak rundy półfinałowej     | Brak rundy półfinałowej     |
| 1961 | Lill-Babs                        | „April, April”                        | szwedzki             | 14               | 2                | Brak rundy półfinałowej     | Brak rundy półfinałowej     |
| 1962 | Inger Berggren                   | „Sol och vår”                         | szwedzki             | 7                | 4                | Brak rundy półfinałowej     | Brak rundy półfinałowej     |
| 1963 | Monica Zetterlund                | „En gång i Stockholm”                 | szwedzki             | 13               | 0                | Brak rundy półfinałowej     | Brak rundy półfinałowej     |
| 1965 | Ingvar Wixell                    | „Absent Friends”                      | angielski            | 10               | 6                | Brak rundy półfinałowej     | Brak rundy półfinałowej     |
| 1966 | Lill Lindfors i Svante Thuresson | „Nygammal vals”                       | szwedzki             | 2                | 16               | Brak rundy półfinałowej     | Brak rundy półfinałowej     |
| 1967 | Östen Warnerbring                | „Som en dröm”                         | szwedzki             | 8                | 7                | Brak rundy półfinałowej     | Brak rundy półfinałowej     |
| 1968 | Claes Göran Hederström           | „Det börjar verka kärlek, banne mej”  | szwedzki             | 5                | 15               | Brak rundy półfinałowej     | Brak rundy półfinałowej     |
| 1969 | Tommy Körberg                    | „Judy min vän”                        | szwedzki             | 9                | 8                | Brak rundy półfinałowej     | Brak rundy półfinałowej     |
| 1971 | Family Four                      | „Vita vidder”                         | szwedzki             | 6                | 85               | Brak rundy półfinałowej     | Brak rundy półfinałowej     |
| 1972 | Family Four                      | „Härliga sommardag”                   | szwedzki             | 13               | 75               | Brak rundy półfinałowej     | Brak rundy półfinałowej     |
| 1973 | Nova and The Dolls               | „Sommaren som aldrig säger nej”       | szwedzki             | 5                | 94               | Brak rundy półfinałowej     | Brak rundy półfinałowej     |
| 1974 | ABBA                             | „Waterloo”                            | angielski            | 1                | 24               | Brak rundy półfinałowej     | Brak rundy półfinałowej     |
| 1975 | Lars Berghagen and the Dolls     | „Jennie, Jennie”                      | szwedzki             | 8                | 72               | Brak rundy półfinałowej     | Brak rundy półfinałowej     |
| 1977 | Forbes                           | „Beatles”                             | angielski            | 18               | 2                | Brak rundy półfinałowej     | Brak rundy półfinałowej     |
| 1978 | Björn Skifs                      | „Det blir alltid värre framåt natten” | szwedzki             | 14               | 26               | Brak rundy półfinałowej     | Brak rundy półfinałowej     |
| 1979 | Ted Gärdestad                    | „Satellit”                            | szwedzki             | 17               | 8                | Brak rundy półfinałowej     | Brak rundy półfinałowej     |
| 1980 | Tomas Ledin                      | „Just nu!”                            | szwedzki             | 10               | 47               | Brak rundy półfinałowej     | Brak rundy półfinałowej     |
| 1981 | Björn Skifs                      | „Fångad i en dröm”                    | szwedzki             | 10               | 50               | Brak rundy półfinałowej     | Brak rundy półfinałowej     |
| 1982 | Chips                            | „Dag efter dag”                       | szwedzki             | 8                | 67               | Brak rundy półfinałowej     | Brak rundy półfinałowej     |
| 1983 | Carola                           | „Främling”                            | szwedzki             | 3                | 126              | Brak rundy półfinałowej     | Brak rundy półfinałowej     |
| 1984 | Herreys                          | „Diggi-Loo Diggi-Ley”                 | szwedzki             | 1                | 145              | Brak rundy półfinałowej     | Brak rundy półfinałowej     |
| 1985 | Kikki Danielsson                 | „Bra vibrationer”                     | szwedzki             | 3                | 103              | Brak rundy półfinałowej     | Brak rundy półfinałowej     |
| 1986 | Monica Törnell i Lasse Holm      | „E’ de’ det här du kallar kärlek?”    | szwedzki             | 5                | 78               | Brak rundy półfinałowej     | Brak rundy półfinałowej     |
| 1987 | Lotta Engberg                    | „Boogaloo”                            | szwedzki             | 12               | 50               | Brak rundy półfinałowej     | Brak rundy półfinałowej     |
| 1988 | Tommy Körberg                    | „Stad i ljus”                         | szwedzki             | 12               | 52               | Brak rundy półfinałowej     | Brak rundy półfinałowej     |
| 1989 | Tommy Nilsson                    | „En dag”                              | szwedzki             | 4                | 110              | Brak rundy półfinałowej     | Brak rundy półfinałowej     |
| 1990 | Edin-Ådahl                       | „Som en vind”                         | szwedzki             | 16               | 24               | Brak rundy półfinałowej     | Brak rundy półfinałowej     |
| 1991 | Carola                           | „Fångad av en stormvind”              | szwedzki             | 1                | 146              | Brak rundy półfinałowej     | Brak rundy półfinałowej     |
| 1992 | Christer Björkman                | „I morgon är en annan dag”            | szwedzki             | 22               | 9                | Brak rundy półfinałowej     | Brak rundy półfinałowej     |
| 1993 | Arvingarna                       | „Eloise”                              | szwedzki             | 7                | 89               | Kvalifikacija za Millstreet | Kvalifikacija za Millstreet |
| 1994 | Marie Bergman i Roger Pontare    | „Stjärnorna”                          | szwedzki             | 13               | 48               | Brak rundy półfinałowej     | Brak rundy półfinałowej     |
| 1995 | Jan Johansen                     | „Se på mig”                           | szwedzki             | 3                | 100              | Brak rundy półfinałowej     | Brak rundy półfinałowej     |
| 1996 | One More Time                    | „Den vilda”                           | szwedzki             | 3                | 100              | 1                           | 227                         |
| 1997 | Blond                            | „Bara Hon älskar Mig”                 | szwedzki             | 14               | 36               | Brak rundy półfinałowej     | Brak rundy półfinałowej     |
| 1998 | Jill Johnson                     | „Kärleken är”                         | szwedzki             | 10               | 53               | Brak rundy półfinałowej     | Brak rundy półfinałowej     |
| 1999 | Charlotte Nilsson                | „Take Me to Your Heaven”              | angielski            | 1                | 163              | Brak rundy półfinałowej     | Brak rundy półfinałowej     |
| 2000 | Roger Pontare                    | „When Spirits Are Calling My Name”    | angielski            | 7                | 88               | Brak rundy półfinałowej     | Brak rundy półfinałowej     |
| 2001 | Friends                          | „Listen to Your Heartbeat”            | angielski            | 5                | 100              | Brak rundy półfinałowej     | Brak rundy półfinałowej     |
| 2002 | Afro-dite                        | „Never Let It Go”                     | angielski            | 8                | 72               | Brak rundy półfinałowej     | Brak rundy półfinałowej     |
| 2003 | Fame                             | „Give Me Your Love”                   | angielski            | 5                | 107              | Brak rundy półfinałowej     | Brak rundy półfinałowej     |
| 2004 | Lena Philipsson                  | „It Hurts”                            | angielski            | 5                | 170              | Top 11                      | Top 11                      |
| 2005 | Martin Stenmarck                 | „Las Vegas”                           | angielski            | 19               | 30               | Top 12                      | Top 12                      |
| 2006 | Carola                           | „Invincible”                          | angielski            | 5                | 170              | 4                           | 214                         |
| 2007 | The Ark                          | „The Worrying Kind”                   | angielski            | 18               | 51               | Top 10                      | Top 10                      |
| 2008 | Charlotte Perrelli               | „Hero”                                | angielski            | 18               | 47               | 12                          | 54                          |
| 2009 | Malena Ernman                    | „La voix”                             | angielski, francuski | 21               | 33               | 4                           | 105                         |
| 2010 | Anna Bergendahl                  | „This Is My Life”                     | angielski            | –                | –                | 11                          | 62                          |
| 2011 | Eric Saade                       | „Popular”                             | angielski            | 3                | 185              | 1                           | 155                         |
| 2012 | Loreen                           | „Euphoria”                            | angielski            | 1                | 372              | 1                           | 181                         |
| 2013 | Robin Stjernberg                 | „You”                                 | angielski            | 14               | 62               | Organizator                 | Organizator                 |
| 2014 | Sanna Nielsen                    | „Undo”                                | angielski            | 3                | 218              | 2                           | 131                         |
| 2015 | Måns Zelmerlöw                   | „Heroes”                              | angielski            | 1                | 365              | 1                           | 217                         |
| 2016 | Frans                            | „If I Were Sorry”                     | angielski            | 5                | 261              | Organizator                 | Organizator                 |
| 2017 | Robin Bengtsson                  | „I Can’t Go On”                       | angielski            | 5                | 344              | 3                           | 227                         |
| 2018 | Benjamin Ingrosso                | „Dance You Off”                       | angielski            | 7                | 274              | 2                           | 254                         |
| 2019 | John Lundvik                     | „Too Late for Love”                   | angielski            | 5                | 334              | 3                           | 238                         |
| 2020 | The Mamas                        | „Move”                                | angielski            | Konkurs odwołany | Konkurs odwołany | Konkurs odwołany            | Konkurs odwołany            |
| 2021 | Tusse                            | „Voices”                              | angielski            | 14               | 109              | 7                           | 142                         |
| 2022 | Cornelia Jakobs                  | „Hold Me Closer”                      | angielski            | 4                | 438              | 1                           | 396                         |
| 2023 | Loreen                           | „Tattoo”                              | angielski            | 1                | 583              | 2                           | 135                         |
| 2024 | Marcus & Martinus                | „Unforgettable”                       | angielski            | 9                | 174              | Organizator                 | Organizator                 |
| 2025 | KAJ                              | „Bara bada bastu”                     | szwedzki             | 4                | 321              | 4                           | 118                         |
| 2026 |                                  |                                       |                      |                  |                  |                             |                             |

Legenda:
     1. miejsce

## Historia głosowania w finale (1958–2025)
| M. | Kraj            | Punkty |
| -- | --------------- | ------ |
| 1  | Norwegia        | 271    |
| 2  | Irlandia        | 231    |
| 3  | Dania           | 214    |
| 4  | Wielka Brytania | 194    |
| 5  | Finlandia       | 193    |

| M. | Kraj            | Punkty |
| -- | --------------- | ------ |
| 1  | Norwegia        | 452    |
| 2  | Dania           | 428    |
| 3  | Finlandia       | 352    |
| 4  | Islandia        | 297    |
| 5  | Wielka Brytania | 270    |

## Konkursy Piosenki Eurowizji organizowane w Szwecji

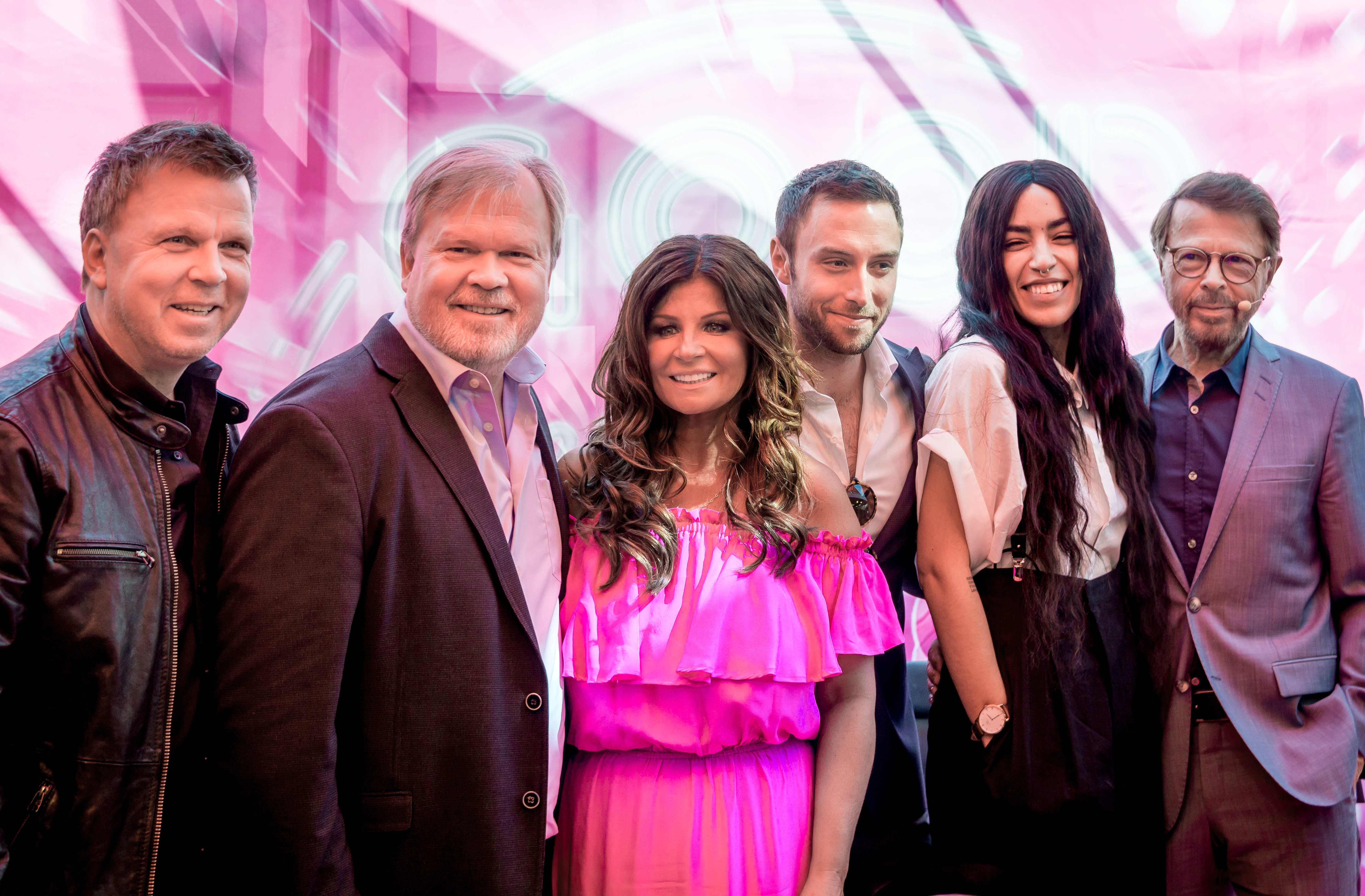
Od lewej: Richard Herrey, Per Herrey, Carola, Måns Zelmerlöw, Loreen i Björn Ulvaeus

Szwecja była gospodarzem Konkursu Piosenki Eurowizji siedem razy. Po raz pierwszy telewizja SVT uzyskała prawo do przygotowania konkursu po wygranej ABBY w 1974. 20. Konkurs Piosenki Eurowizji odbył się w Sztokholmie. Wydarzeniu towarzyszyło sporo kontrowersji, ponieważ szwedzka lewica skrytykowała nadawcę za zbyt duży wkład finansowy w organizację konkursu, co przerodziło się w ogólnokrajowy protest przeciwko komercjalizacji w muzyce. Konkurencją dla konkursu miał być alternatywny festiwal piosenki Alternativfestival, który został zorganizowany w tym samym czasie w Sztokholmie. Po finale konkursu telewizja SVT przyznała rację protestującym i uznała, że organizacja Eurowizji była droga. Strajki uliczne związane z finansowym aspektem konkursu zwróciły także uwagę EBU, która zmieniła zasady budżetowania wydarzenia – od tej pory każdy nadawca publiczny uczestniczący w konkursie musiał opłacić składkę za możliwość startu.
Dzięki wygranej tria Herreys w 1984 organizatorem kolejnego konkursu była telewizja SVT. Konkurs odbył się na terenie hali Scandinavium w Göteborgu, finał poprowadziła Lill Lindfors. Kontrolowana wpadka prezenterki przed rozpoczęciem głosowania wzbudziła liczne kontrowersje: w pewnym momencie zerwała się jej spódnica, pozostawiając ją poniżej pasa w samych rajstopach, a po chwili odpięła część ukrytej sukienki, prezentując całą kreację.
Po wygranej Caroli Häggkvist szwedzka telewizja zorganizowała 37. Konkurs Piosenki Eurowizji w 1992. Koncert poprowadzili Lydia Cappolicchio i Harald Treutiger. Widowisko otworzyła Carola Häggkvist, wykoując utwór „All the Reasons to Live”.
Po wygranej Loreen w finale Eurowizji 2012 szwedzka telewizja została organizatorem 57. Konkursu Piosenki Eurowizji. 8 lipca 2012 EBU zdecydowała, że wszystkie trzy koncerty konkursu odbędą się w Malmö. Istotnym motywem scenografii koncertów był most nad Sundem łączący metropolię z Kopenhagą.
Dzięki wygranej Månsa Zelmerlöwa w 2015 stacja SVT otrzymała prawa do organizacji 51. Konkursu Piosenki Eurowizji. Konkurs odbył się w Globe Arena w Sztokholmie, a koncerty poprowadzili Petra Mede i Måns Zelmerlöw.
Po drugim zwycięstwie Loreen w konkursie w 2023 telewizja SVT otrzymała prawa do organizacji 68. Konkursu Piosenki Eurowizji. W lipcu tego samego roku zdecydowano, że konkurs ponownie odbędzie się w Malmö, który był już gospodarzem w latach 1992 i 2013. W lutym 2024 ujawniono, że koncerty poprowadzą Petra Mede i Malin Åkerman.
| Rok  | Miejsce   | Arena                         | Prowadzący                            |
| ---- | --------- | ----------------------------- | ------------------------------------- |
| 1975 | Sztokholm | Stockholm International Fairs | Karin Falck                           |
| 1985 | Göteborg  | Scandinavium                  | Lill Lindfors                         |
| 1992 | Malmö     | Malmö Isstadion               | Lydia Cappolicchio i Harald Treutiger |
| 2000 | Sztokholm | Globe Arena                   | Kattis Ahlström i Anders Lundin       |
| 2013 | Malmö     | Malmö Arena                   | Petra Mede                            |
| 2016 | Sztokholm | Globe Arena                   | Petra Mede i Måns Zelmerlöw           |
| 2024 | Malmö     | Malmö Arena                   | Petra Mede i Malin Åkerman            |

## Nagrody im. Marcela Bezençona
Nagrody im. Marcela Bezençona to statuetki przyznawane najlepszym piosenkom w finale Konkursu Piosenki Eurowizji. Pomysłodawcami nagród byli Christer Björkman i Richard Herrey, statuetka nosi nazwisko twórcy konkursu – Marcela Bezençona. Przyznawane są trzy nagrody: Nagroda Dziennikarzy (zwycięzcę wybierają akredytowani dziennikarze), Nagroda Artystyczna (zwycięzcę wybierają komentatorzy konkursu) i Nagroda Kompozytorska (zwycięzcę wybierają kompozytorzy biorący udział w konkursie).
Nagroda Dziennikarzy
| Rok  | Wykonawca | Piosenka          | Autor(zy)                                                                                     |
| ---- | --------- | ----------------- | --------------------------------------------------------------------------------------------- |
| 2002 | Afro-dite | „Never Let It Go” | Marcos Ubeda                                                                                  |
| 2023 | Loreen    | „Tattoo”          | Lorine Talhaoui Jimmy Jansson Jimmy „Joker” Thörnfeldt Cazzi Opeia Peter Boström Thomas G:son |

Nagroda Artystyczna
| Rok  | Wykonawca        | Piosenka          | Autor(zy)                                                                                     |
| ---- | ---------------- | ----------------- | --------------------------------------------------------------------------------------------- |
| 2002 | Afro-dite        | „Never Let It Go” | Marcos Ubeda                                                                                  |
| 2006 | Carola Häggkvist | „Invincible”      | Carola Häggkvist Thomas G:son Bobby Ljunggren Henrik Wikström                                 |
| 2012 | Loreen           | „Euphoria”        | Thomas G:son Peter Boström                                                                    |
| 2015 | Måns Zelmerlöw   | „Heroes”          | Anton Malmberg Hård af Segerstad Joy Deb Linnea Deb                                           |
| 2023 | Loreen           | „Tattoo”          | Lorine Talhaoui Jimmy Jansson Jimmy „Joker” Thörnfeldt Cazzi Opeia Peter Boström Thomas G:son |

Nagroda Kompozytorów
| Rok  | Wykonawca        | Piosenka         | Autor(zy)                                    |
| ---- | ---------------- | ---------------- | -------------------------------------------- |
| 2012 | Loreen           | „Euphoria”       | Thomas G:son Peter Boström                   |
| 2013 | Robin Stjernberg | „You”            | Joy Deb Linnea Deb Joakim Harestad Haukaas   |
| 2022 | Cornelia Jakobs  | „Hold Me Closer” | Cornelia Jakobsdotter David Zandén Isa Molin |

## Faworyt OGAE
OGAE (fr. Organisation Générale des Amateurs de l’Eurovision, pol.: Stowarzyszenie Miłośników Konkursu Piosenki Eurowizji) – pozarządowa organizacja non profit, a zarazem międzynarodowy fanklub Konkursu Piosenki Eurowizji założony w 1984, składający się z kilkudziesięciu lokalnych klubów fanów konkursu z krajów Europy i pozostałych państw, które są zjednoczone jako „OGAE Reszta Świata”. Od 2007 stowarzyszenie przeprowadza ankietę, w której wyłaniany jest faworyt OGAE.
Poniższy spis uwzględnia szwedzkich zwycięzców plebiscytu:
| Rok  | Wykonawca          | Piosenka          | Autor(zy)                                                                                       |
| ---- | ------------------ | ----------------- | ----------------------------------------------------------------------------------------------- |
| 2008 | Charlotte Perrelli | „Hero”            | Bobby Ljunggren Fredrik Kempe                                                                   |
| 2012 | Loreen             | „Euphoria”        | Thomas G:son Peter Boström                                                                      |
| 2014 | Sanna Nielsen      | „Undo”            | Fredrik Kempe David Kreuger Hamed „K-One” Pirouzpanah                                           |
| 2022 | Cornelia Jakobs    | „Hold Me Closer”  | Cornelia Jakobsdotter David Zandén Isa Molin                                                    |
| 2023 | Loreen             | „Tattoo”          | Jimmy Jansson Jimmy „Joker” Thörnfeldt Lorine Talhaoui Cazzi Opeia Peter Boström Thomas G:son   |
| 2025 | KAJ                | „Bara bada bastu” | Anderz Wrethov Axel Åhman Jakob Norrgård Kevin Holmström Kristofer Strandberg Robert Skowronski |

## Gratulacje: 50 lat Konkursu Piosenki Eurowizji
W październiku 2005 odbył się koncert Gratulacje: 50 lat Konkursu Piosenki Eurowizji, zorganizowany przez Europejską Unię Nadawców z okazji 50-lecia Konkursu Piosenki Eurowizji. W trakcie koncertu odbył się plebiscyt na najlepszą piosenkę w całej historii konkursu. W stawce konkursowej znalazła się m.in. szwedzka propozycja „Waterloo” zespołu ABBA, która wygrała 18. Konkurs Piosenki Eurowizji w 1974. Utwór zajął pierwsze miejsce z 329 punktami na koncie, tym samym został uznany „najlepszym eurowizyjnym utworem wszech czasów”.